# Popfest

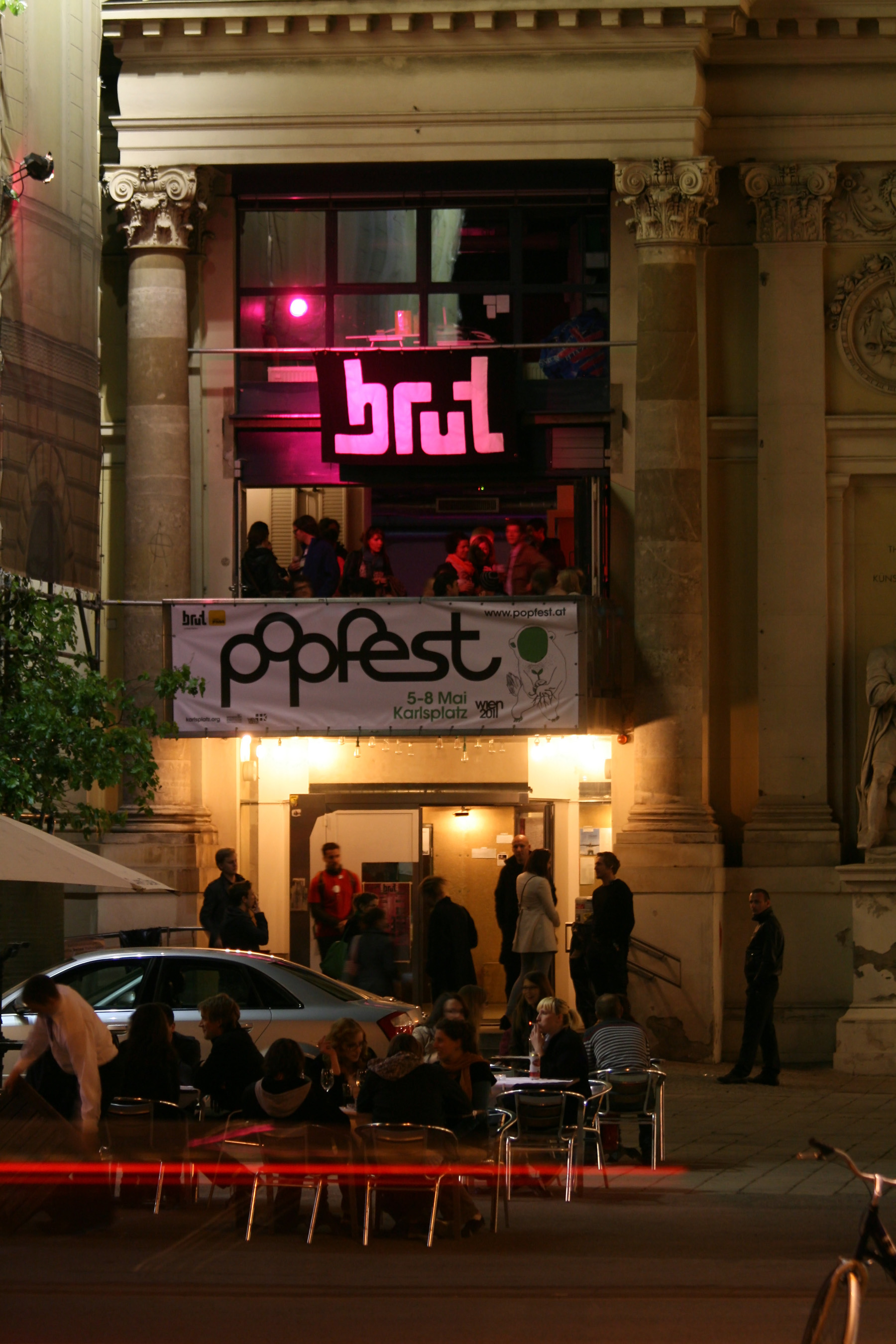
Popfest 2011

Das Popfest ist ein seit 2010 jährlich in Wien stattfindendes Festival für innovative Popmusik österreichischer Musiker und Bands. Es findet am Karlsplatz und in einigen angrenzenden Gebäuden wie der Technischen Universität, dem Wien Museum, dem project space der Kunsthalle und seit 2011 dem brut Wien im Künstlerhaus statt. 2012 war auch der Ost Klub am Schwarzenbergplatz einer der Veranstaltungsorte, 2014 der Club Roxy. 2013 wurden erstmals auch zwei Konzerte im Inneren der Karlskirche veranstaltet. Der Eintritt ist bei allen Veranstaltungen frei.

## Geschichte

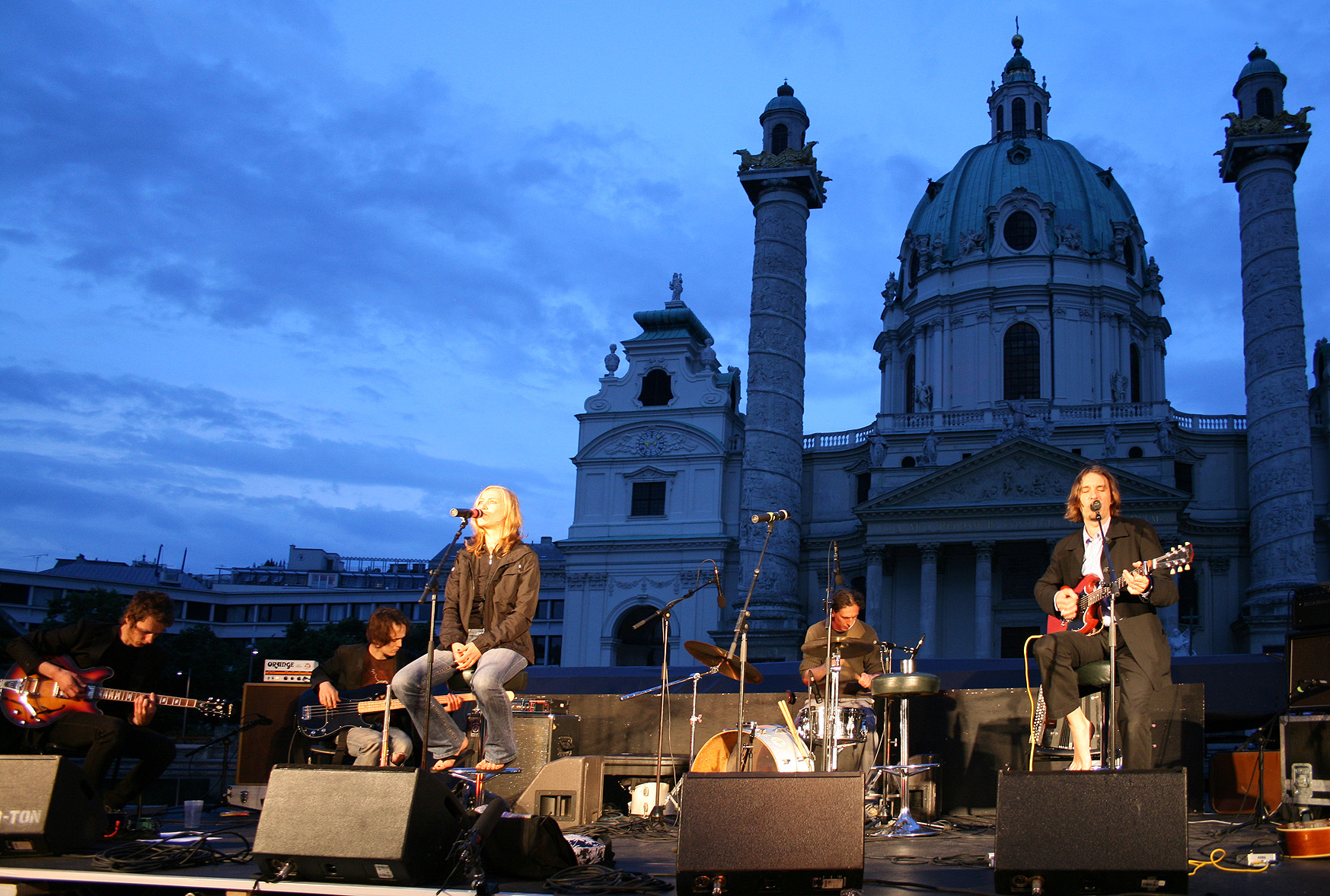
Kunstzone Karlsplatz 2008: Ernst Molden & Band auf der „Seebühne“

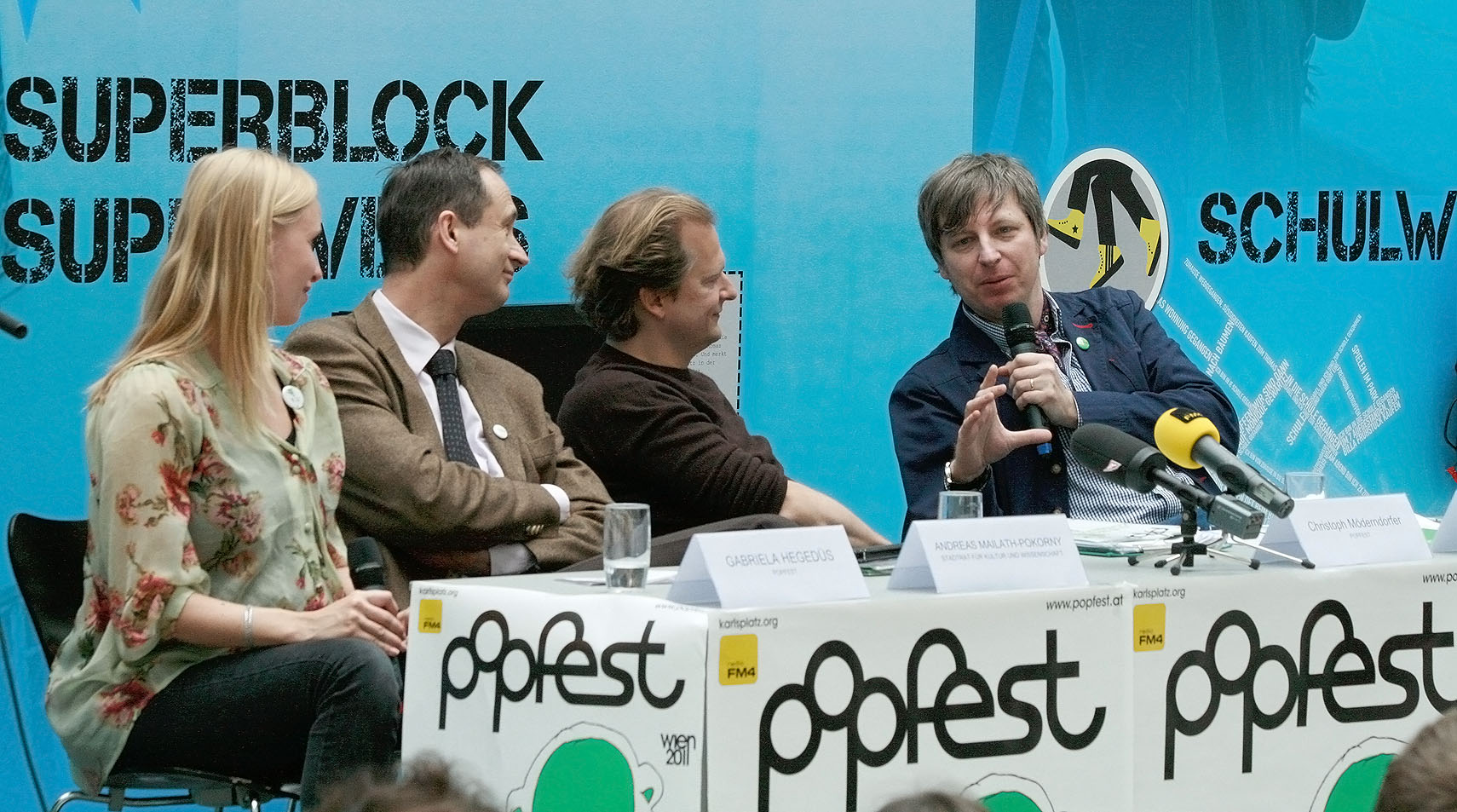
Gabriela Hegedüs, Andreas Mailath-Pokorny, Christoph Möderndorfer und Robert Rotifer bei der Programmpräsentation 2011

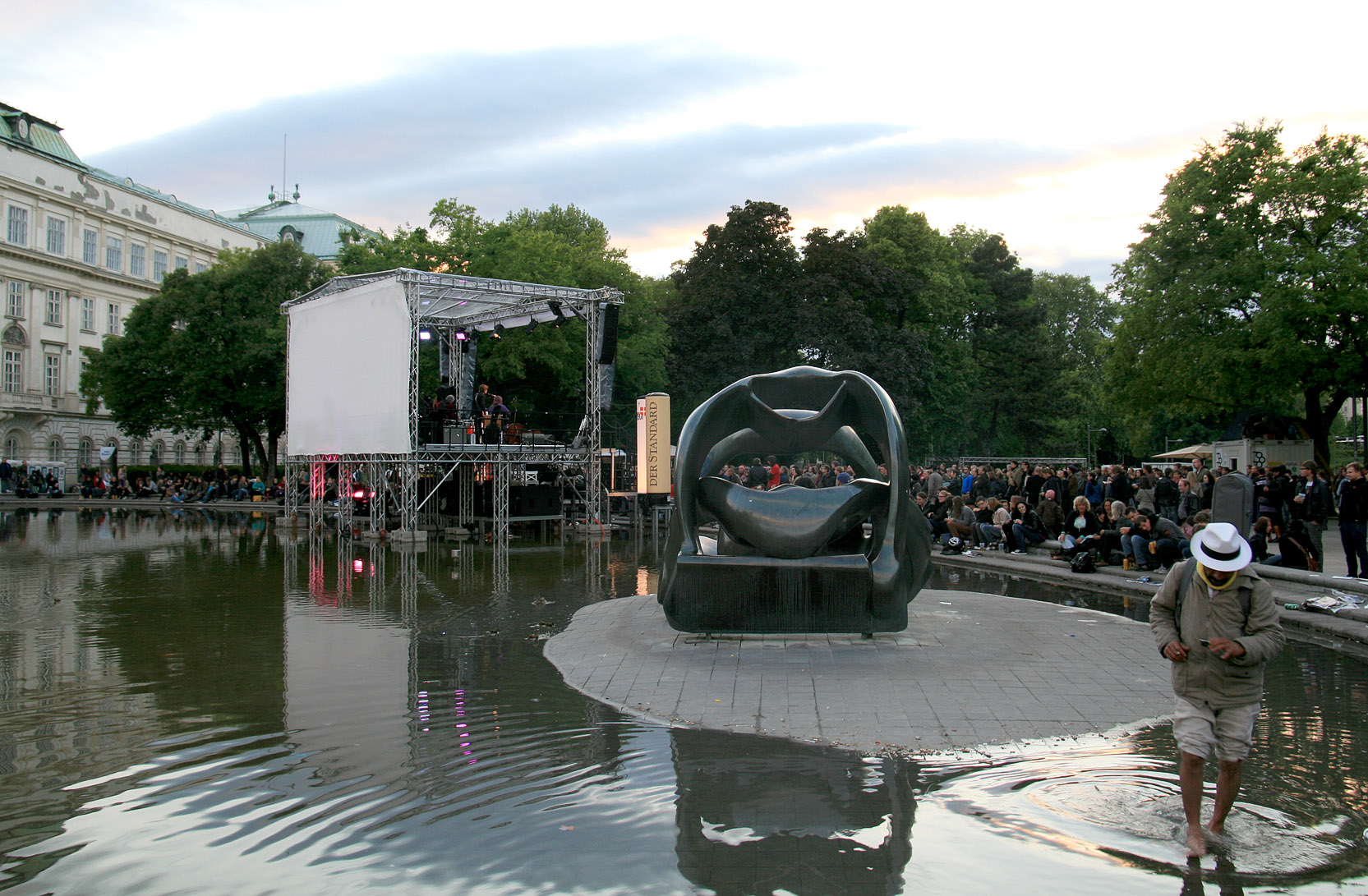
Son Of The Velvet Rat (2011)

Hervorgegangen aus dem Konzept zu einem Kunstplatz Karlsplatz veranstaltete die Projektgruppe karlsplatz.org um Gabriela Hegedüs, Peter Melichar und Christoph Möderndorfer im Sommer 2008, parallel zur Fußball-Europameisterschaft in Österreich und der Schweiz, mit der Kunstzone Karlsplatz erstmals eine Konzertreihe auf dem Platz und in der Parkanlage vor der Wiener Karlskirche. Auf einer „Seebühne“ im Teich vor der Karlskirche fanden dabei täglich mehrere Konzerte vor allem österreichischer Musiker aus dem Bereich der Liedermacher-, der experimentelleren Pop- und der zeitgenössischen Wienerlied-Szene statt; auf einer „Baumbühne“ Darbietungen von Performancekünstlern. Auf Grund des Erfolgs sowohl bei den teilnehmenden Künstlern und beim Publikum wie auch dem positiven Medienecho begannen in der Folge die Planungen für das Popfest. Die Festivalleitung liegt bei Christoph Möderndorfer, die Koordination bei Gabriele Hegedüs und Juliane Krüger. Als Kurator stieß der Musiker und Journalist Robert Rotifer zum Organisationsteam. Träger ist der Verein Popfest Wien, Verein zur Förderung und Verbreitung von innovativer, zeitgenössischer Popmusik.

### Popfest 2010
Gefördert von der Kulturabteilung der Wiener Landesregierung, von der € 150.000.- bereitgestellt wurden, fand das erste Popfest von 6. bis 9. Mai 2010 statt. Insgesamt mehr als 40.000 Menschen besuchten an den vier Tagen die Konzerte. Als Hauptbühne diente wie schon bei der Kunstzone Karlsplatz die „Seebühne“ im Teich vor der Karlskirche. Neben den Auftritten verschiedener Bands und Künstler gab es auch eine Konzertreihe („Showcases“), in der die Künstler einzelner Plattenlabels vorgestellt wurden.
Parallel dazu fanden am 7. und 8. Mai während des Tages im project space die „Popfest-Sessions“, eine Reihe von weiteren Konzerten sowie Diskussionsrunden, Workshops und Vorträge statt. Themen waren unter anderem „Urheberrecht 2.0“, „Wiener Popmusik – Popmusik in Wien“ und „Pop-Marketing 2.0“.
Auftretende Künstler:
„Seebühne“
Clara Luzia, Bunny Lake, A Life, A Song, A Cigarette, Tanz Baby!, Dorian Concept, Der Nino aus Wien feat. Skero, Laokoongruppe, Florian Horwath, Rotifer und Freunde feat. Mel, Garish, Ernst Molden Band
Wien Museum
Paper Bird, Sir Tralala, pauT, Das trojanische Pferd, Songs of Claire Madison, Showcase Seayou & Fettkakao Records: Vortex Rex, A Thousand Fuegos
TU Prechtlsaal
Ginga, Showcase Affine Records: The Clonious + JSBL mit Special Guest I-Wolf, Ogris Debris; Velojet, Aber das Leben lebt feat. B.Fleischmann, Showcase Problembär Records: Astropanda, Mob, Neuschnee, Parkwächter Harlekin;
T U Hof 1
Showcase Siluh Records: Mimu at Nite, Killed by 9V Batteries, Francis International Airport
project space
Mika Vember+Börn, Frenk Lebel, Pieter Gabriel, Bernhard Eder, Ernesty International und Protestant Work Ethic

### Popfest 2011

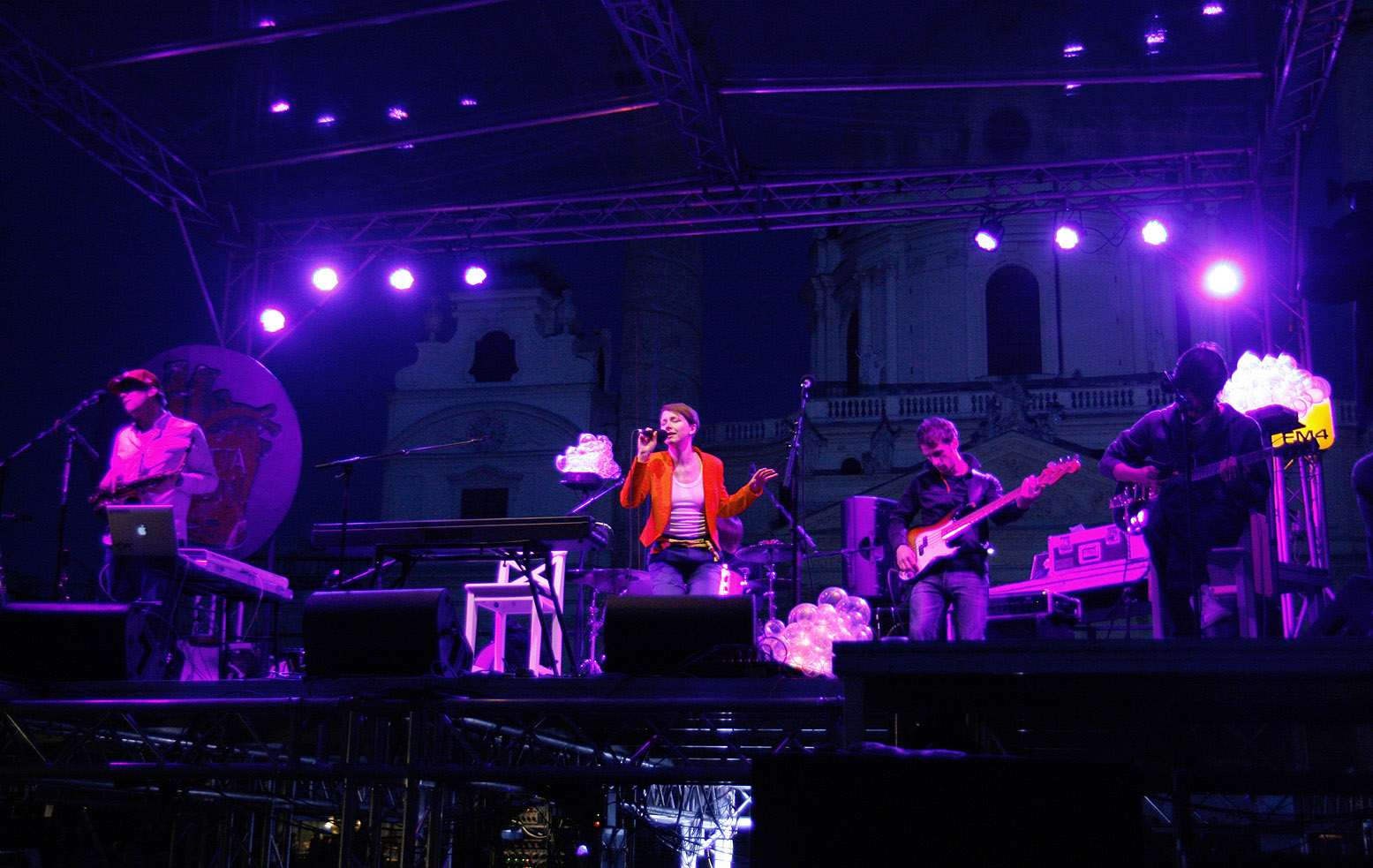
Violetta Parisini (2011)

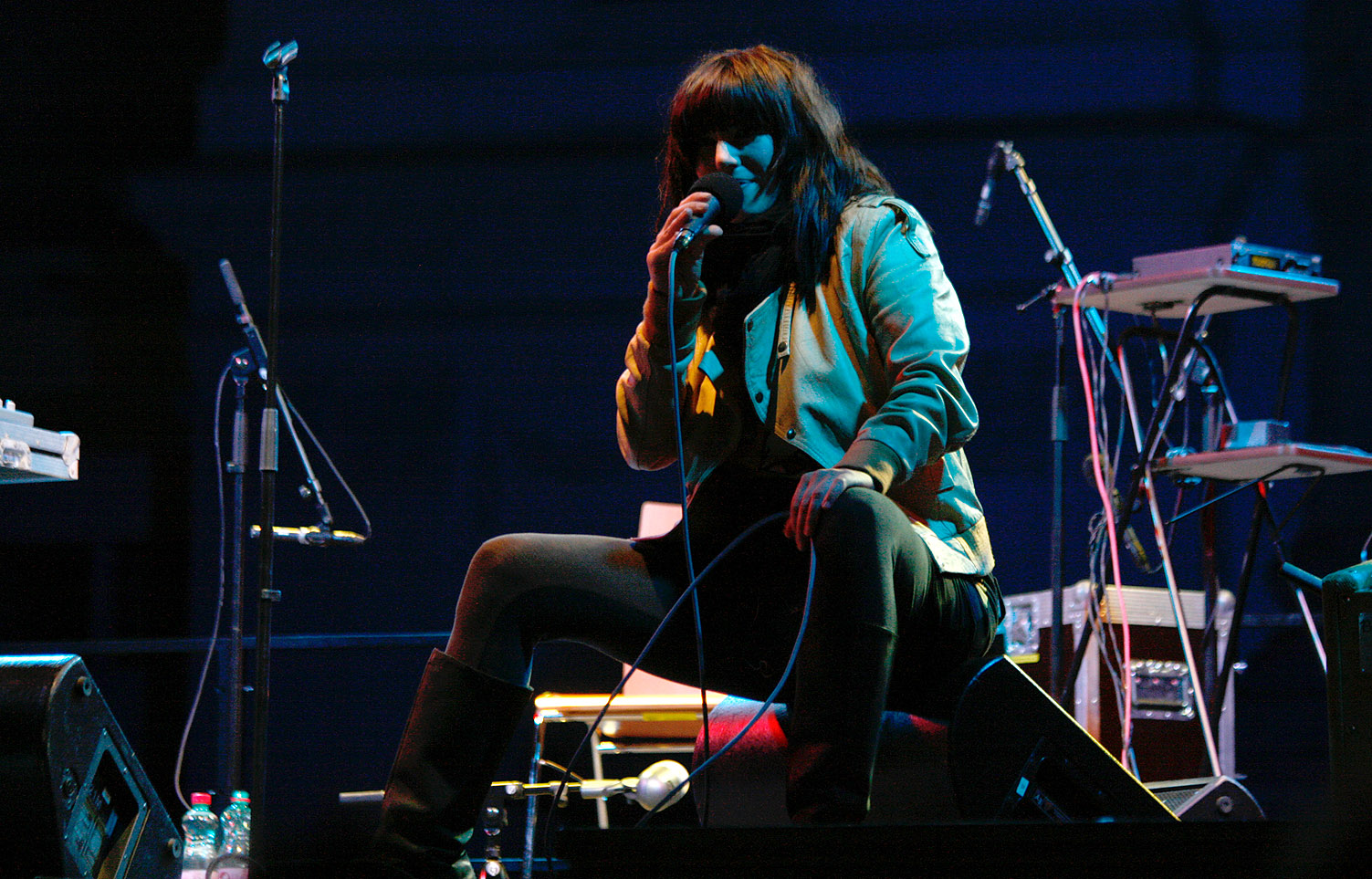
Gustav (2011)

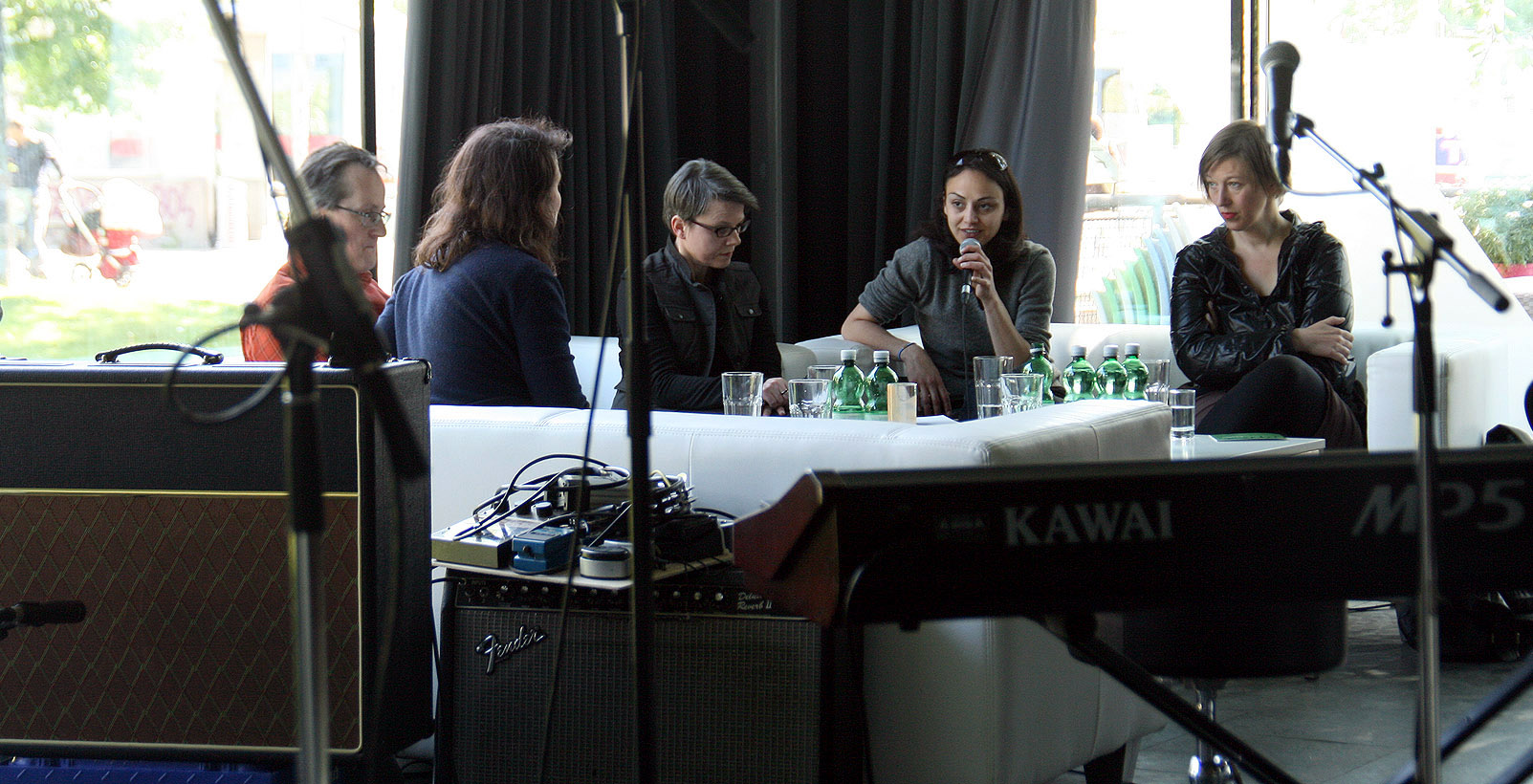
Popfest-Session zu Empowerment vs. Sexploitation – Gender und Popmusik

Das Popfest 2011 fand von 5. bis 8. Mai statt. Die Fördersumme von Seiten der Stadt wurde im zweiten Jahr des Festivals auf € 180.000 erhöht und die Vienna Insurance Group kam als Sponsor hinzu. Medienpartner waren Der Standard, Falter und der Radiosender FM4. Als neuer Veranstaltungsort diente das brut Wien im Künstlerhaus. Die speziellen Label-Showcases wurden, da immer mehr Künstler ihre eigenen Mini-Labels betreiben, aus dem Programm genommen. Nach Kritik an der Gestaltung der „Seebühne“ im Vorjahr, die vom Zuschauerbereich teils schwer einsehbar war, wurde diese Bühne erhöht konstruiert. Die insgesamt 36 Konzerte wurden nach Angabe der Veranstalter von rund 50.000 Menschen besucht.
Die „Popfest-Sessions“ im project space widmeten sich den „Rahmenbedingungen des aktuellen Popschaffens und den ökonomischen Aspekten der neuen (heimischen) Popmusik“. Die Themen reichten dabei von „Empowerment vs. Sexploitation – Gender und Popmusik“, über „All souled out – Wozu noch Pop?“, „Tod der Popkritik!“ und „The Nation of Pop – Transkulturalität oder Roots?“, bis „Marketing – Ten Ways To Promote You Music On A Budget Under € 1.000.-“ und „Labeling & Stadtmarketing“. Unter den Vortragenden und Diskutierenden waren unter anderem DJ und Kuratorin Susanne Rogenhofer (Sweet Susie, Dub Club im Flex), Journalist und Radiomoderator Martin Blumenau, Kultur- und Musiksoziologe Alfred Smudits (siehe Mediamorphose), Autor und Radiomacher Thomas Edlinger, Kritiker Karl Fluch, Georg Markus Kainz (Verein quintessenz) und Musiker wie Klaus Waldeck, Maja Osojnik, Tania Saedi, Skero und Franz Wenzl (Austrofred).
Auftretende Künstler:
„Seebühne“
Ginga, Son of the Velvet Rat, Ja, Panik, Francis International Airport, Black Shampoo, Café Olga Sánchez, Violetta Parisini & Coshiva, Trouble Over Tokyo, Skero & SK Invitational feat. Lylit, Gustav, „Legenden Brunch“ mit Maria Bill, Sigi Maron, Willi Resetarits, Robert Räudig (Chuzpe) und Peter Henisch unterstützt von Ernst Molden, Marlene Lacherstorfer (Velojet), Raphael Sas (Mob), pauT, Robert Rotifer, Der Nino aus Wien, Walther Soyka und Heinz Kittner
Wien Museum
Tanz Baby!, Wolfgang Kos im Gespräch mit Sigi Maron, Sweet Sweet Moon, Al Birds Trash Rock Archives, Mika Vember, Meaghan Burke, Dust Covered Carpet, Marilies Jagsch
brut
broken.heart.collector (Maja Osojnik), Crazy Bitch in a Cave, Cherry Sunkist
TU Prechtlsaal
MA 21, Kayo, Kamp, Mäuse, The Happy Kids, Sex Jams, Beat Beat, Hip-Hop-Night presented by Skero, Bo Candy & His Broken Hearts
TU Hof 1
Wolfgang Schlögl, Ping Ping, Luise Pop
project space
Filou, M185, Cardiochaos, bensh

### Popfest 2012

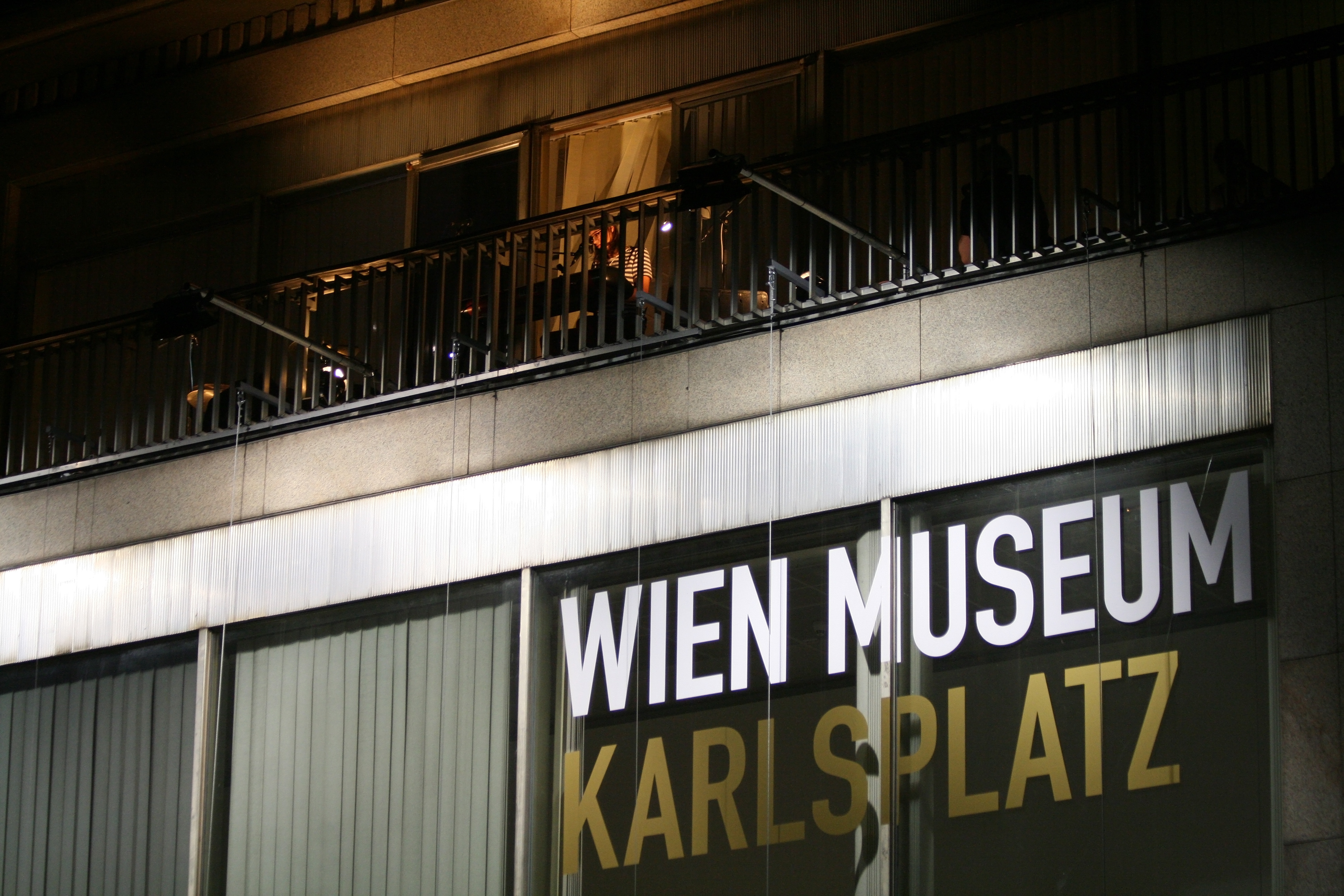
Mel ft. Rotifer auf dem Balkon des Wien Museums (2012)

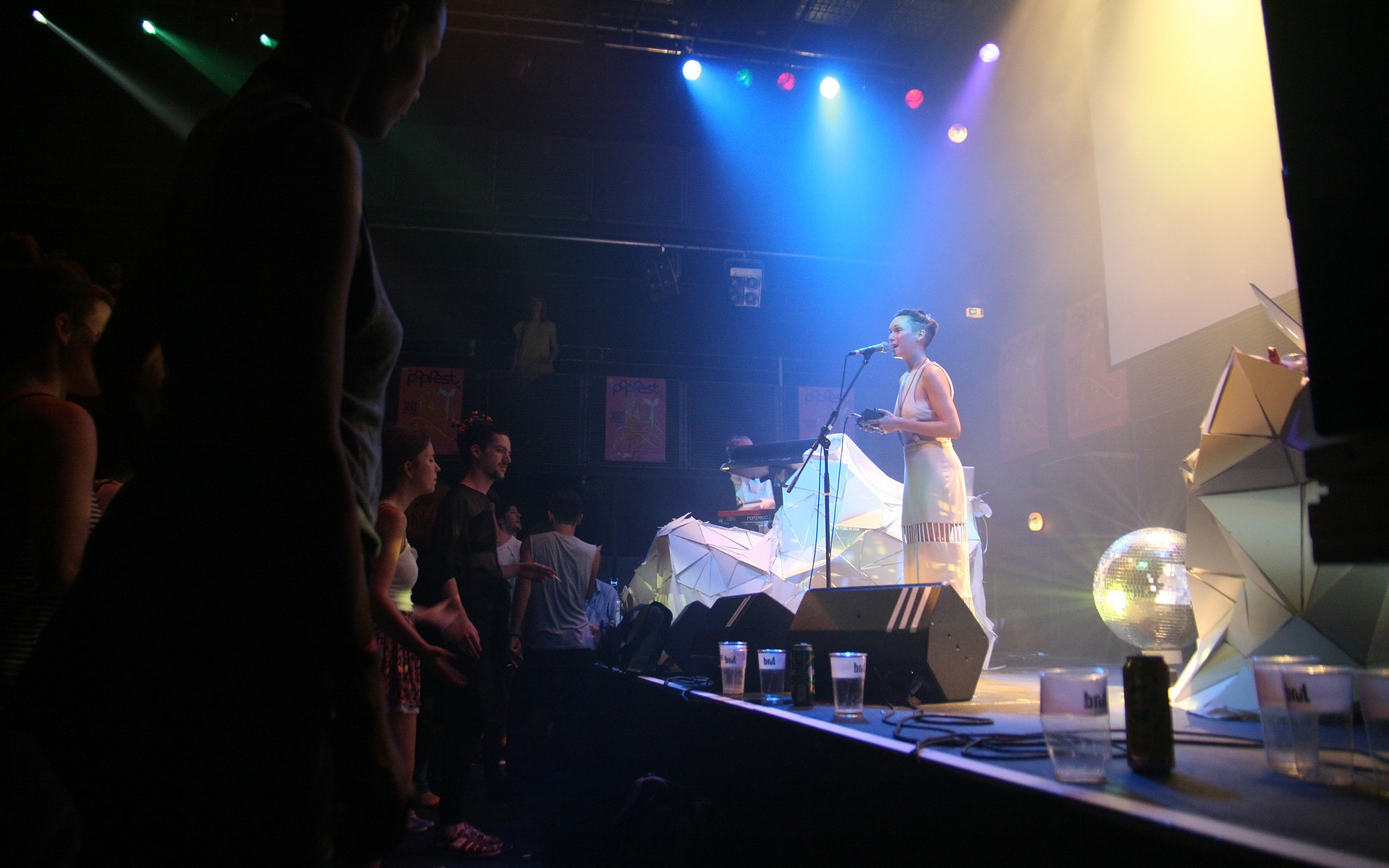
Konea Ra im brut im Künstlerhaus (2012)

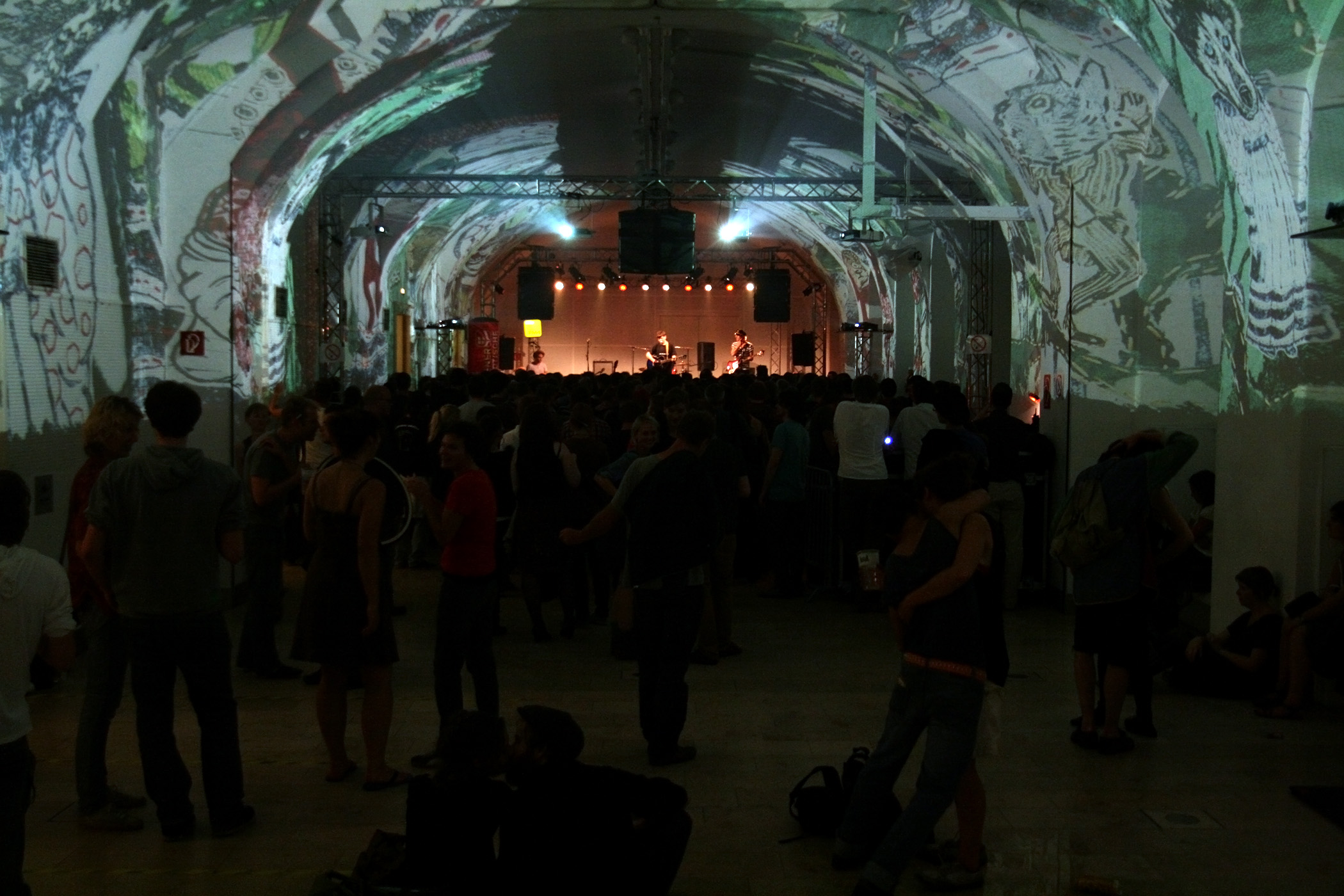
Der Nino aus Wien im TU-Prechtlsaal (2012)

2012 fand das Popfest nicht wie in den Jahren zuvor Anfang Mai, sondern von 26. bis 29. Juli statt. Als Gründe für die Verschiebung wurden das beständigere Wetter im Sommer und die Nähe des Musikvereinssaals genannt, mit dem es so während dessen Sommerpause keine akustischen Probleme wie im Jahr zuvor geben sollte. Die Besucherzahl blieb trotz des Termins während der Ferien- bzw. Urlaubszeit mit rund 50.000 konstant.
Programmatisch verstehen die Veranstalter es weiterhin der „Qualität und lebendige[n] Vielfalt der teilnehmenden KünstlerInnen“ verpflichtet, darum bemüht, das „ganze künstlerische Potential einer aktuellen heimischen Pop-Generation“ auszuloten und als „wundersam Fleisch gewordene […] Antithese zu Castingshows & Co in visionsarmen Zeiten.“ Robert Rotifer kuratierte das Festival zum dritten und letzten Mal, weil das Programm des Popfestes ab 2013 von jährlich wechselnden Kuratoren zusammengestellt werden sollte. Als gelungenes Beispiel für ein so geführtes Festival verwies er auf das Meltdown Festival in London.
Die Seebühne vor der Karlskirche wurde an den ersten drei Tagen ab dem späten Nachmittag bespielt, gefolgt von jeweils drei Nachtprogrammschienen an den weiteren Veranstaltungsorten, dem Prechtl-Saal der Technischen Universität, Hof und Balkon des Wien Museums, dem brut Wien im Künstlerhaus und erstmals dem Ost Klub am Schwarzenbergplatz. Insgesamt standen 43 Konzerte und zwei DJ-Specials am Programm. Die „Popfest-Sessions“ im project space fanden am Samstag und Sonntag ab Mittag bis vor Beginn des Konzertprogramms statt. In Kooperation mit dem Medienpartnern The Gap, FM4 und Der Standard wurde unter dem Titel „Who Cares?“ über den „österreichischen Pop-Nachlass“ diskutiert, Christian Werthschulte spricht über das „Überleben in der Popkultur“ und Attwenger über „Das Überwinden der Pop-Provinz“. Künstlergespräche stellten Anna Kohlweis (Squalloscope) und Patrick Pulsinger vor.
Auftretende Künstler:
„Seebühne“
The Beth Edges, Attwenger, Fatima Spar & The Freedom Fries, Lonely Drifter Karen, M185, Texta, Mopedrock!!, Das trojanische Pferd, 5/8erl in Ehr’n, Kreisky
Wien Museum
Mel, Alp Bora, Ernst Molden, Eloui, Loose Lips Sink Ships, Woodpigeon, Squalloscope (Anna Kohlweis)
brut
Welle Wien, Sixtus Preiss, Konea Ra, Anbuley, DJ Phekt vs Brenk, DJ Urbs vs. The Clonious
TU Prechtlsaal
Bernhard Eder, A Thousand Fuegos, Der Nino aus Wien, G.Rizo, Patrick Pulsinger, Elektro Guzzi, Wolfram, Gary, Monsterheart feat. Die Eternias
Ost Klub
Willi Landl, Pop:sch, Binder & Krieglstein, Hella Comet, Tracker, Nifty's
project space
Tiefseetaucher (Rainer Schöngruber), Werner Kitzmüller, Just Friends and Lovers, Martin Klein, Contrails, Mile Me Deaf

### Popfest 2013

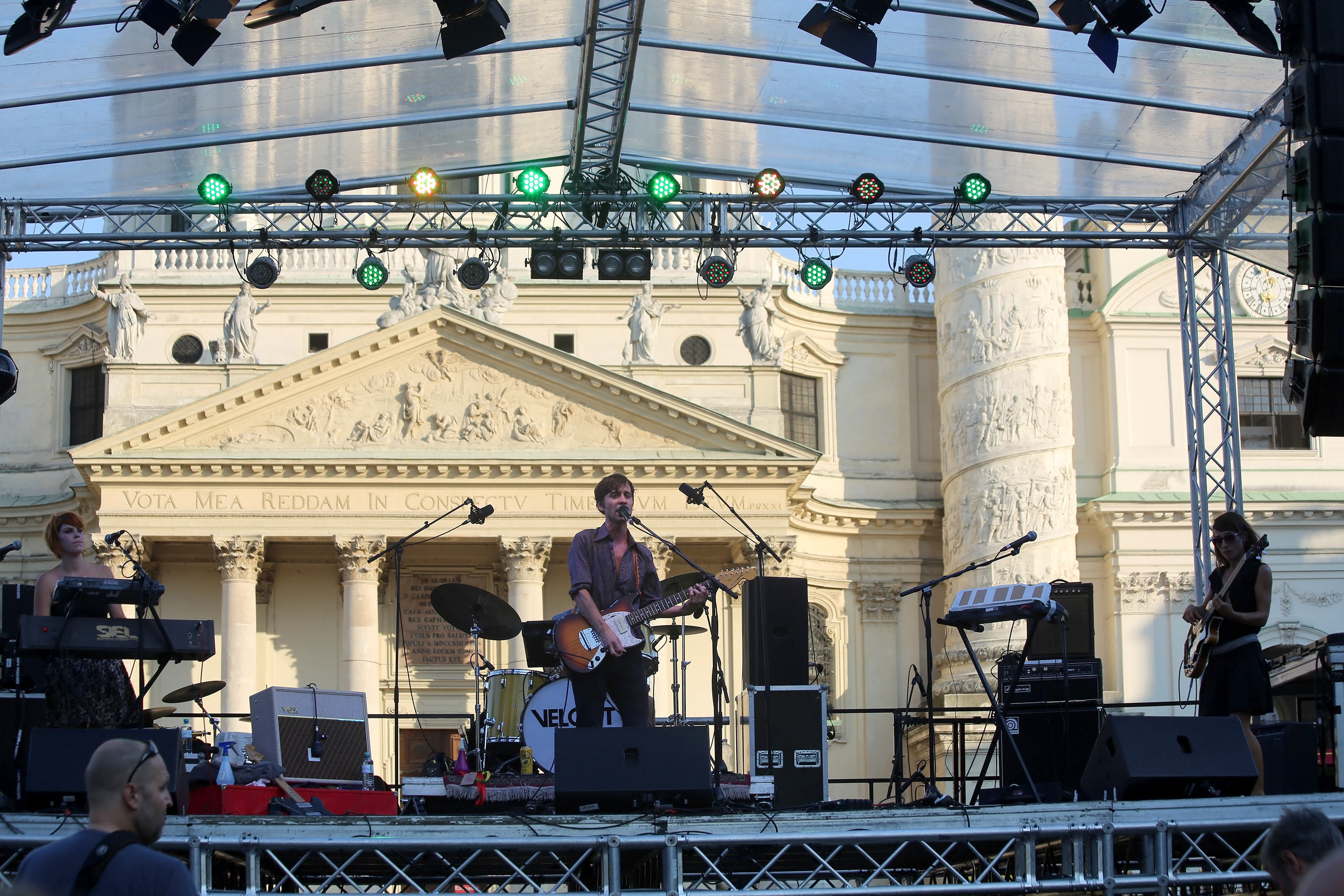
Velojet auf der Seebühne (2013)

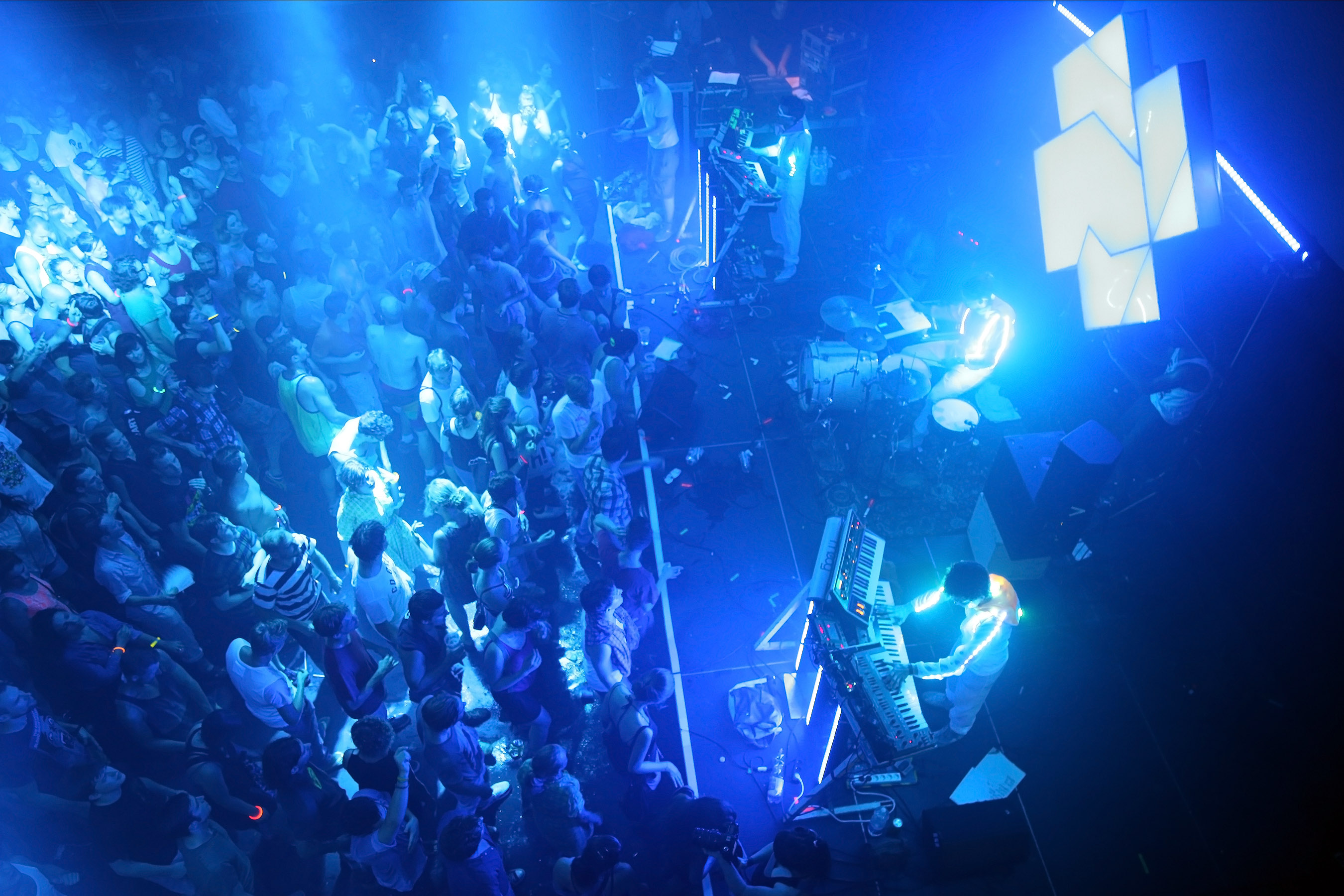
Gudrun von Laxenburg im brut (2013)

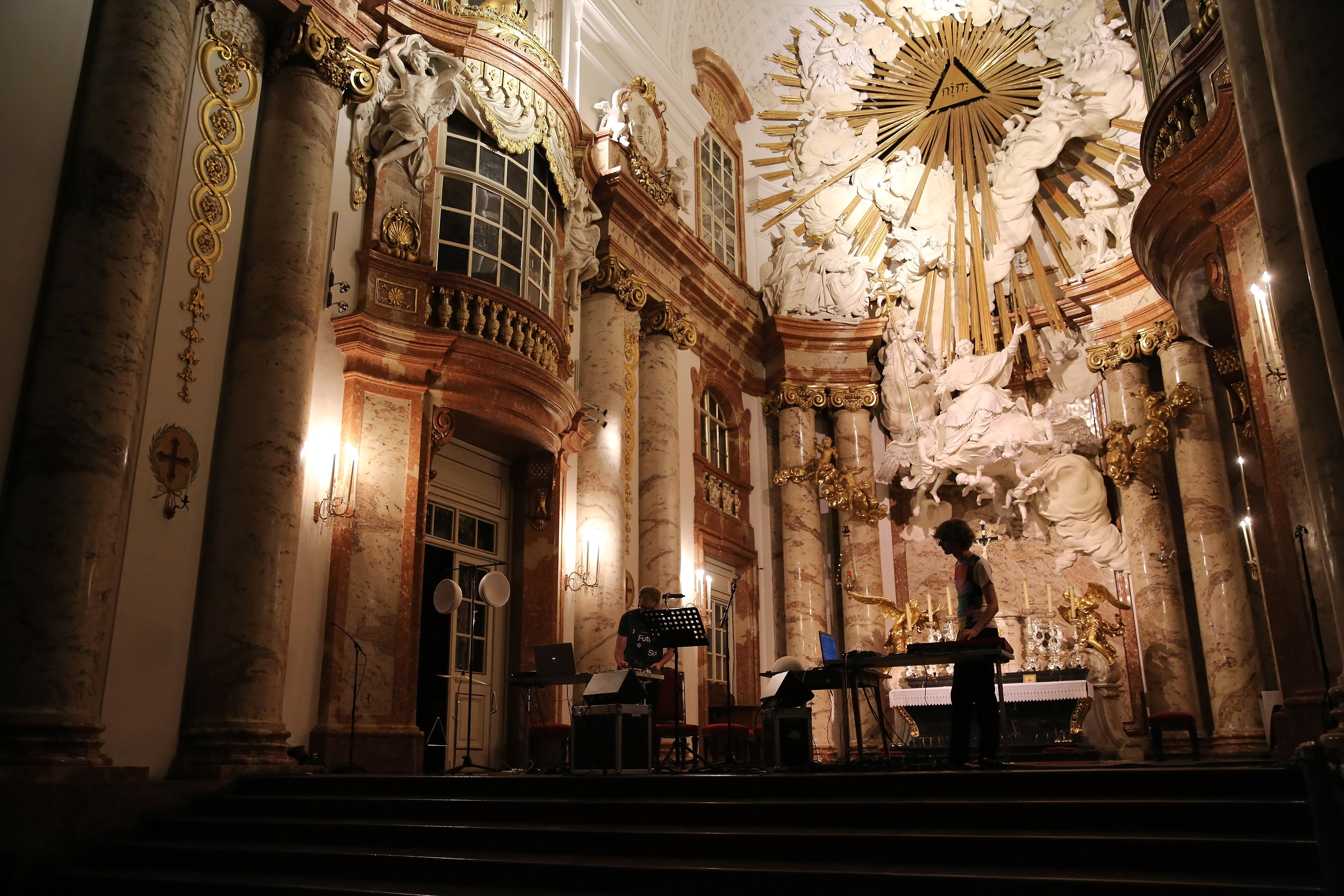
Ritornell und Mimu in der Karlskirche (2013)

Das Popfest 2013 fand von 25. bis 28. Juli statt. In der Nachfolge Robert Rotifers wurde im November 2012 Patrick Pulsinger als neuer Kurator vorgestellt.
Wie im Jahr zuvor wurde die Seebühne an den ersten drei Tagen vom Nachmittag bis zum Abend bespielt. Daran anschließend konnten Besucher in den ersten drei Nächten zwischen den beiden Veranstaltungsorten brut und TU-Prechtlsaal wählen, wo die letzten Auftritte teils nach zwei Uhr nachts begannen. Am Donnerstag standen auch drei spätabendliche Konzerte im Wien Museum auf dem Programm. Erstmals im Rahmen des Popfestes wurden in diesem Jahr auch im Inneren der Karlskirche zwei Konzerte veranstaltet. Die Themen der „Popfest-Sessions“ im project space am Samstag und Sonntagnachmittag waren „Crossing Boarders – Pop zwischen Genrewelten“, „Ö-Pop in Film & Fernsehen“ und „Crowdfunding, Pop auf Bestellung?“ Vorgestellt wurde auch das neu erschienene Buch WIENPOP – Fünf Jahrzehnte Musikgeschichte erzählt von 130 Protagonisten von Walter Gröbchen, Thomas Mießgang, Florian Obkircher und Gerhard Stöger.
Auftretende Künstler:
„Seebühne“
A.G. Trio, Atomique feat. P.Tah & Con, Bauchklang, Catastrophe & Cure, Giantree, Ginga, HVOB, Maja Osojnik Band, Soia, Steaming Satellites, Velojet
Wien Museum
Ash My Love, DAWA, In jedem Mädchen ein Hafen (Meaghan Burke, Mimu Merz),  Schmieds Puls, Müßig Gang (Skero + Wienerglühn)
brut
Bernhard Schnur und Band, Ernesty International, Francis International Airport, Ghost Capsules, Gudrun von Laxenburg, Koenigleopold, Punda Omar, Scarabeus Dream, Sex Jams, T-Shit, Wild Evel & The Trashbones
TU Prechtlsaal
Brenk Sinatra, Chronic City, Fijuka, Gerard, Lehnen, Milk+, Monobrother, MTS, Sado Maso Guitar Club, Spring and the Land, Zanshin
Kunsthalle Wien Karlsplatz
Beach Girl and the Monsters, Bis eine heult, Plaided, Snoww Crystal
Karlskirche
Ritornell & Mimu, O

### Popfest 2014

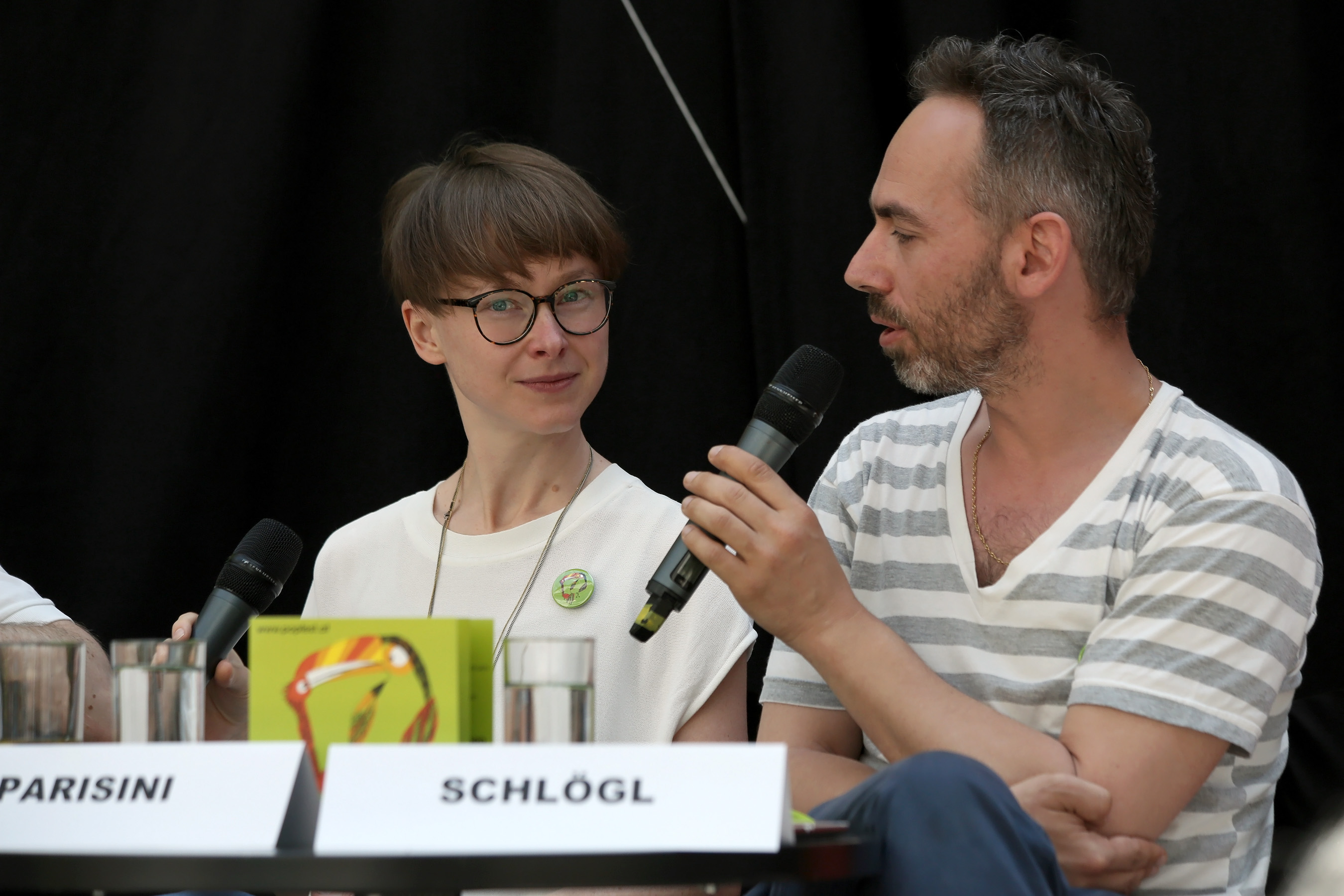
Violetta Parisini und Wolfgang Schlögl bei der Programmpräsentation im Juni 2014

Die fünfte Ausgabe des Popfest von 24. bis 27. Juli 2014 wurde von Violetta Parisini und Wolfgang Schlögl kuratiert. Mit rund 60 Konzerten war das Programm dieses Jahres das bislang umfangreichste. Erstmals fand in der Nacht von 26. auf 27. Juli 2014 die Kooperation Popfest Spezial @ MQ Summer of Sounds, mit einer Reihe von Konzerten, darunter einer Ausgabe von Clara Blumes Singer Songwriter Circus, an mehreren Orten im MuseumsQuartier (Mumok Hofstallung, Kunsthalle Wien Ziegelfoyer, Cafe Leopold, Salon Leopold), statt.

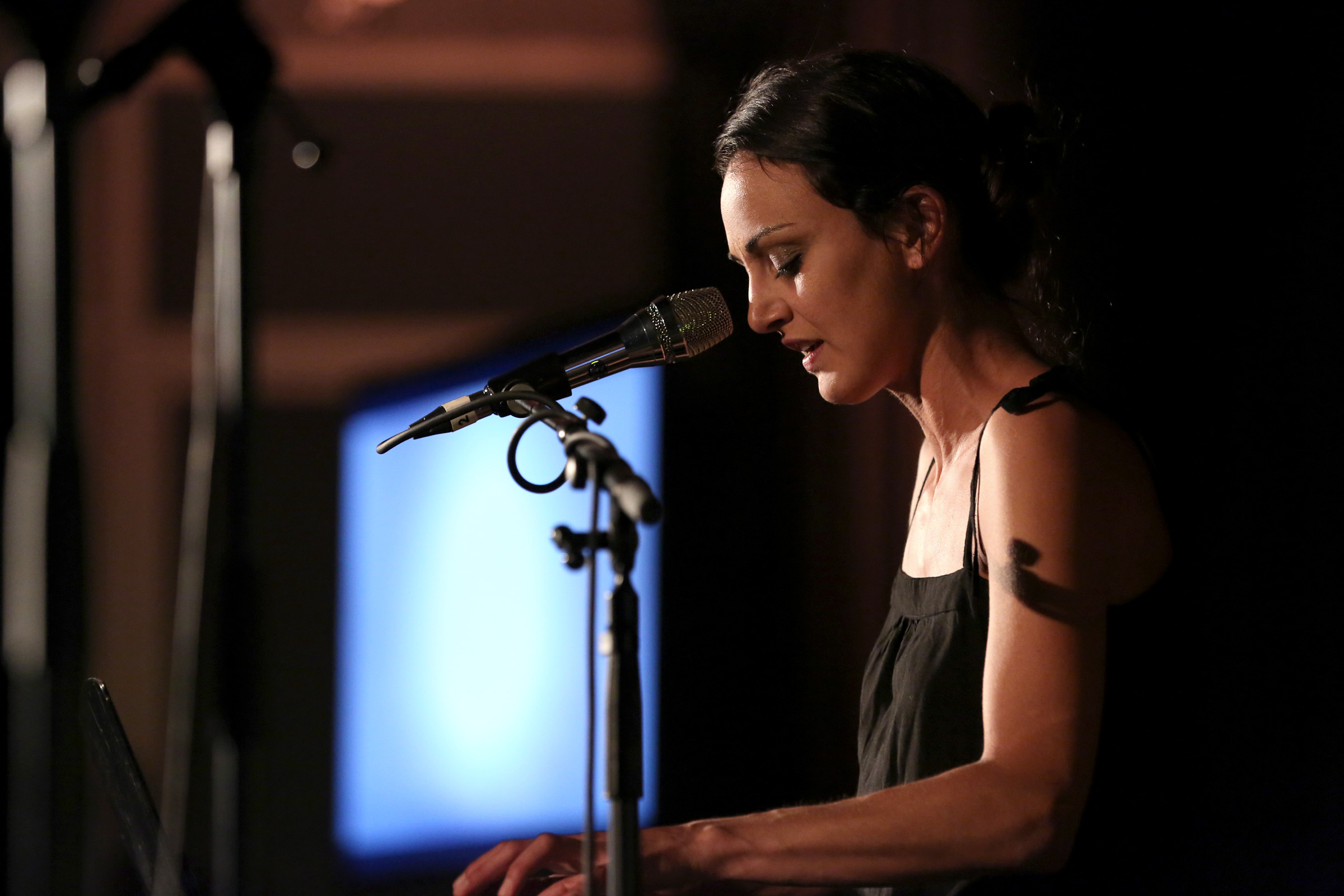
SAEDI

Die „Popfest-Sessions“ am Samstag und Sonntag übersiedelten vom bisherigen Ort im project space in das Foyer des Wien Museums. Die Themen waren: „No Space – No Sound: Szenen brauchen Raum“, „Girls Only! Gender-Strategien im Pop“, „And The Winner is … Was bringen Pop-Awards?“, „Social Media Stardom – Zufall oder Masterplan?“ gefolgt von einem Workshop: „Make your own copy/hit“, „Pop Korrupt: Das Geschäft mit der Musik“ und „Mehr (gute) Ö-Musik auf allen Kanälen!“.
Als Sponsoren waren Red Bull/Red Bull Music Academy für den Brandwagen und das Popfest Spezial @MQ Summer of Sounds sowie die Wiener Städtische Versicherung für die Abende im TU-Prechtlsaal vertreten.

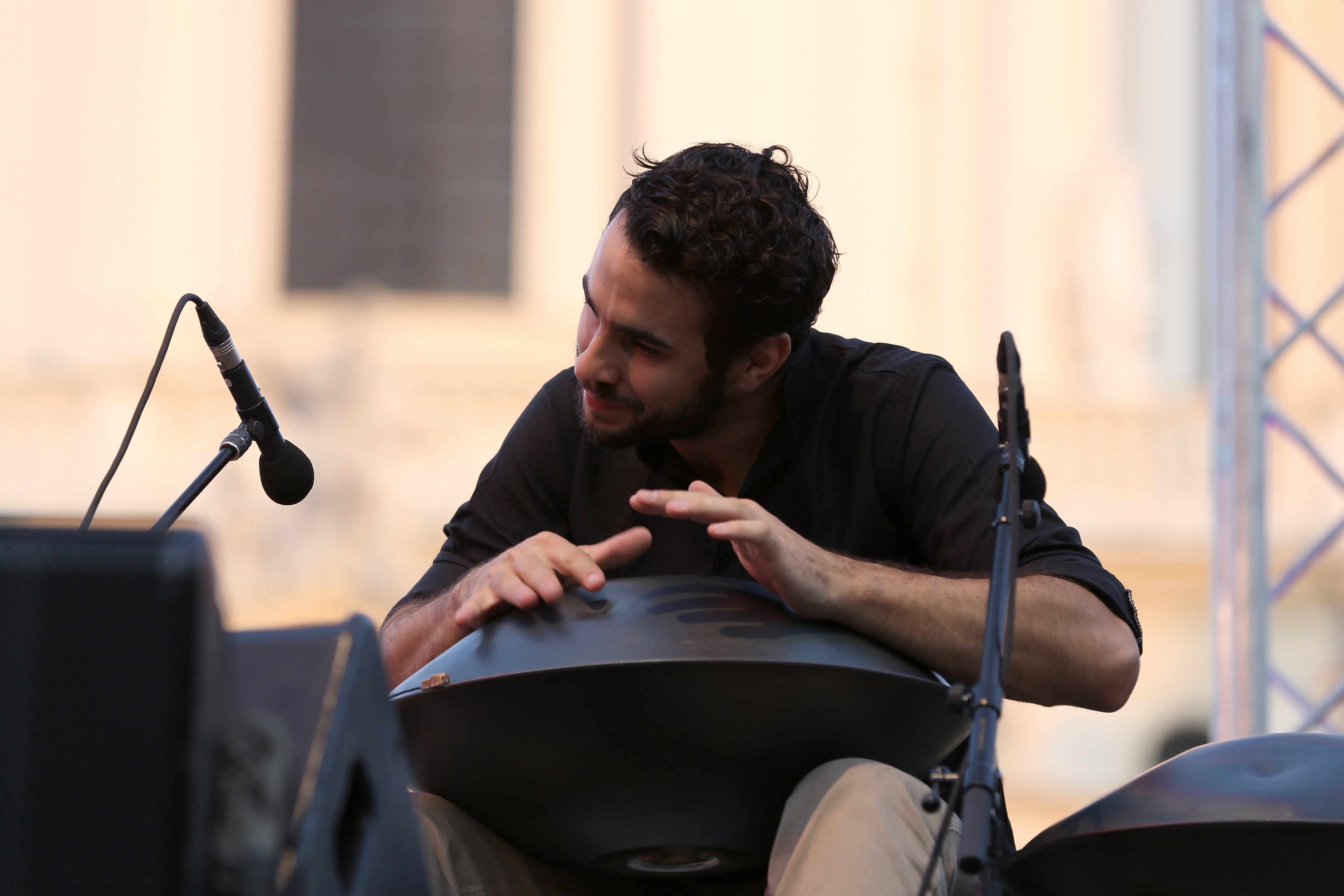
Manu Delago

Auftretende Künstler:
„Seebühne“
Effi, Florian Horwath Ensemble, Lylit, Manu Delago, Mika Vember, Molden-Resetarits-Soyka-Wirth, Nazar-Yasmo-SK Invitational ft. Blak Twang, Holy Oxygen (Okmalumkoolkat, Cid Rim, The Clonious), Schmieds Puls, Viech, We Walk Walls
Wien Museum
Angela Tröndle, Fräulein Hona, Kartenhauskörper, Leo Riegler, Pilot Jr., Raider Cpt. Deputy, Saedi, Susana Sawoff, The Josephines
brut und brut Bar
Bulbul, Elektro Guzzi, Glutamat, Medusa’s Bed (Zabelka, Mani, Lunch), Namby Pamby Boy, Radian, Villalog, DJs Trishes, Chrisfader und Testa
TU Prechtlsaal
Der Nino aus Wien, Irradiation, Julian und der Fux, Kids N Cats, Me and Jane Doe, Microthol, Neuschnee, Rotifer, Sir Tralala & The Golden Glanders, Te Po (Wolfgang Frisch, Rahamey Po)
Karlskirche
Dorit Chrysler, Manuel Mayr, Over At The Stars
Red Bull Brandwagen
A.geh Wirklich?, Alma, Ana Threat, Harry Jen, Jimmy and the Car Cassettes, Playbackdolls
Club Roxy
DJs Beware and Functionist, Drk Poet-Fozhowi-Alligatorman,
MuseumsQuartier
Abby Lee Tee, Austrian Apparel, Bryan Benner, Clara Blume, Electric Indigo, Fontarrian, Kyrre Kvam, Martin Klein, Monsterheart, Nicole Jaey, The Unused Word, DJs T.NA, KIDKUT, H∆NN∆ x D!ZZY

### Popfest 2015

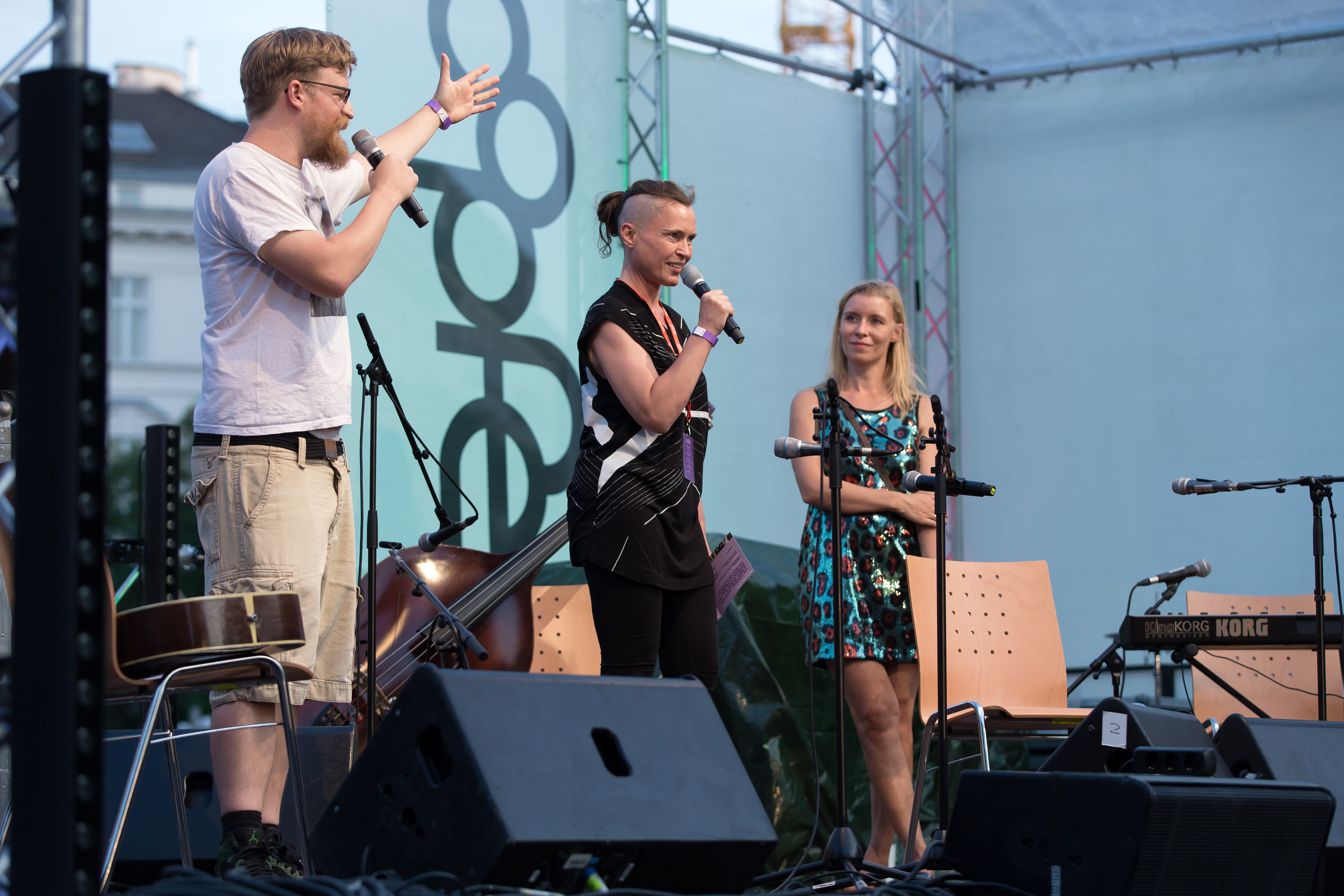
Trishes, Electric Indigo und Gabriela Hegedüs

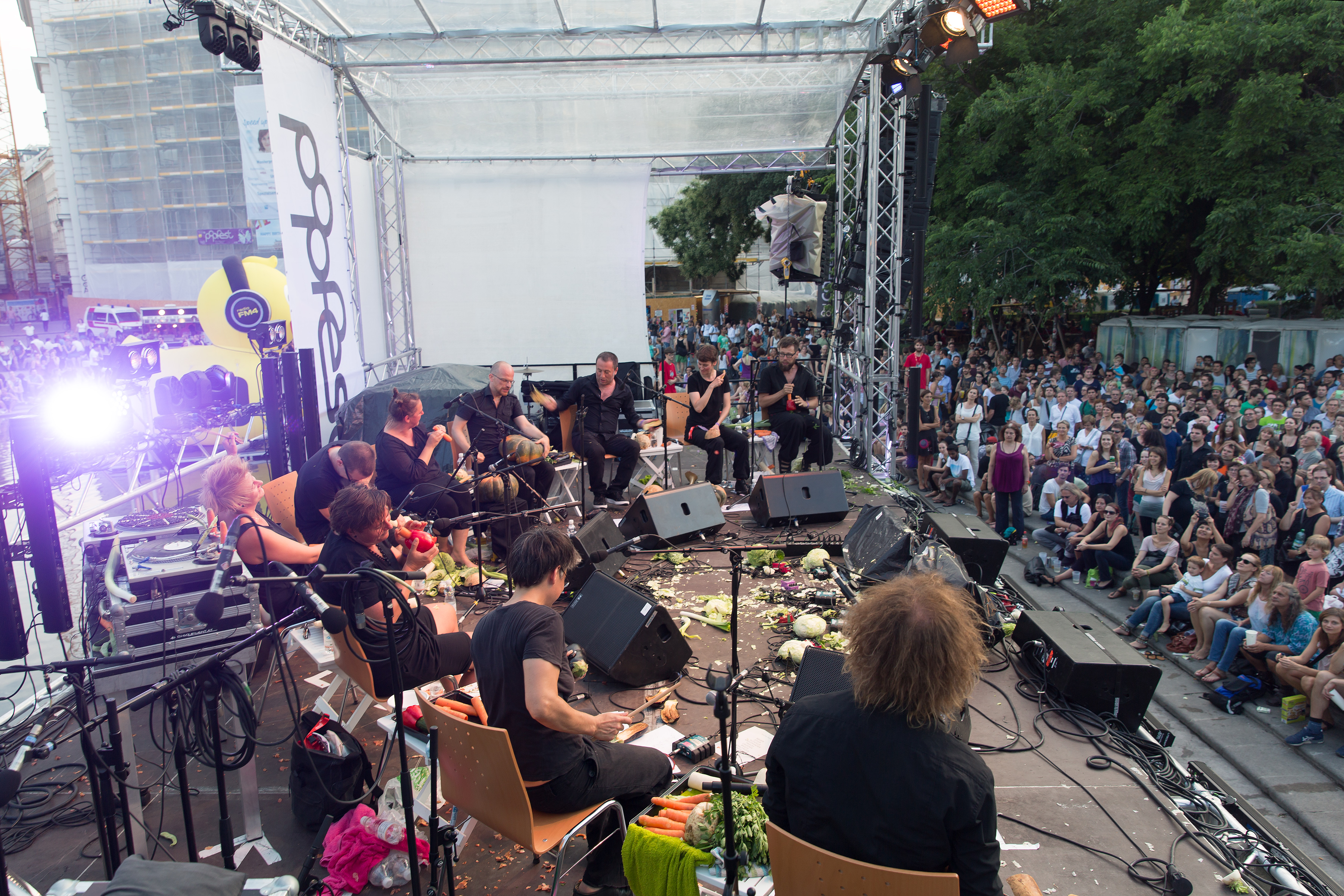
The Vegetable Orchestra

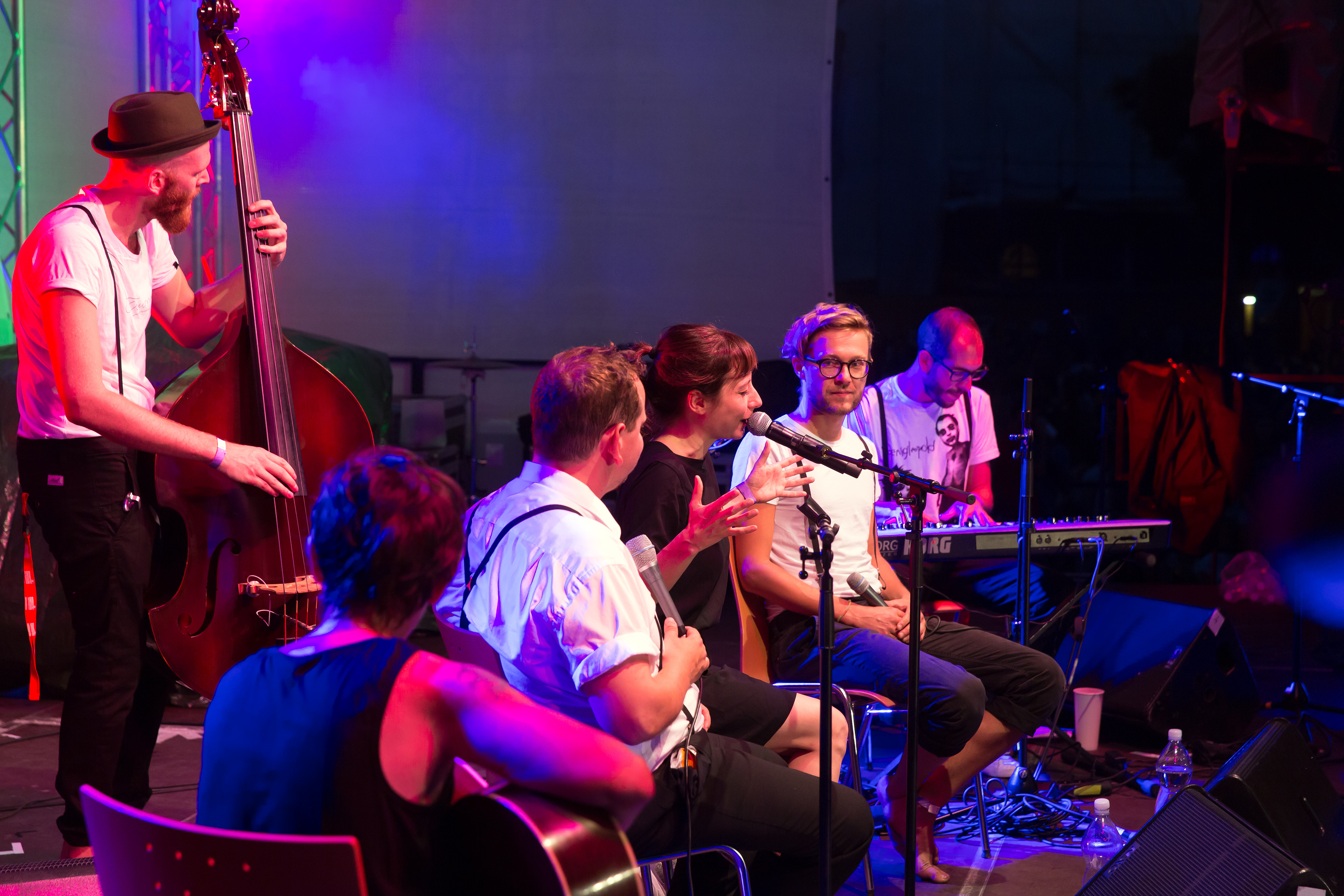
5/8erl in Ehr’n mit Fiva

Als Kuratoren für das Popfest 2015 von 23. bis 26. Juli wurden im November 2014 die DJ und Produzentin Electric Indigo und der Hip-Hop-Musiker und Radiomoderator Trishes (FM4 Soundpark) vorgestellt. Das Programm umfasst Auftritte von 57 Künstlern bzw. Bands, von denen 35 zum ersten Mal beim Popfest spielen.
Die „Popfest-Sessions“ am Samstag und Sonntag fanden, in Kooperation mit dem mica – music information center austria erneut im Foyer des Wien Museums statt. Diskutiert wurde zu den Themen „Innovationen an der Schnittstelle analog/digital“, „How to break Germany“ und unter dem Motto The Return of Austropop! zu „Talking bout my Generation“ und „Sind wir Helden – Das Podium zum neuen Wir-Gefühl“. Vor den Diskussionen lud ab Mittag Dorit Chrysler zu Workshops, bei denen sie Interessierten das Theremin vorstellte.
2015 wurde das Popfest von rund 60.000 Menschen besucht.
Auftretende Künstler:
„Seebühne“
5/8erl in Ehr’n feat. Fiva, Aisha E, Attwenger, Clara Luzia, Dorian Concept feat. Cid Rim & The Clonious, Dubblestandart feat. Lee Scratch Perry, Eloui & Ensemble, Fijuka, No Home for Johnny, The Vegetable Orchestra, Yasmo & die Klangkantine
Wien Museum
Dorit Chrysler & workshop class, Krixi, Kraxi und die Kroxn, Maja Osojnik, Monochord, Pasajera Oscura, Worried Man & Worried Boy
brut und brut Bar
Crack Ignaz, Fauna, Innode, Joyce Muniz, Kurt Razelli, Mimu, Mr Dero & Klumzy Tung feat. Bam (Jungle Brothers), Ventil, Wandl, Wælder
TU Prechtlsaal
Aiko Aiko, Aivery, Chuzpe, Hella Comet, Kimyan Law, Kompost 3, Lonesome Hot Dudes, Mile Me Deaf, The Mechaniks
Karlskirche
Chra, Fennesz, Squalloscope
Red Bull Brandwagen
Brenk Sinatra & Fid Mella, Hinterland, Leyya, Mieze Tender Landl Kombo, Phanda, UMA
Heuer
DJs Al Bird Sputnik Alaska Al & Ana Threat, Anna Leiser, Bruch, Joja, Laminadyz
Club Sass
Clara Moto, DJ Spinelly, MOTSA
Club Roxy
DJ Lazer, G.Rizo, Sam Irl

### Popfest 2016

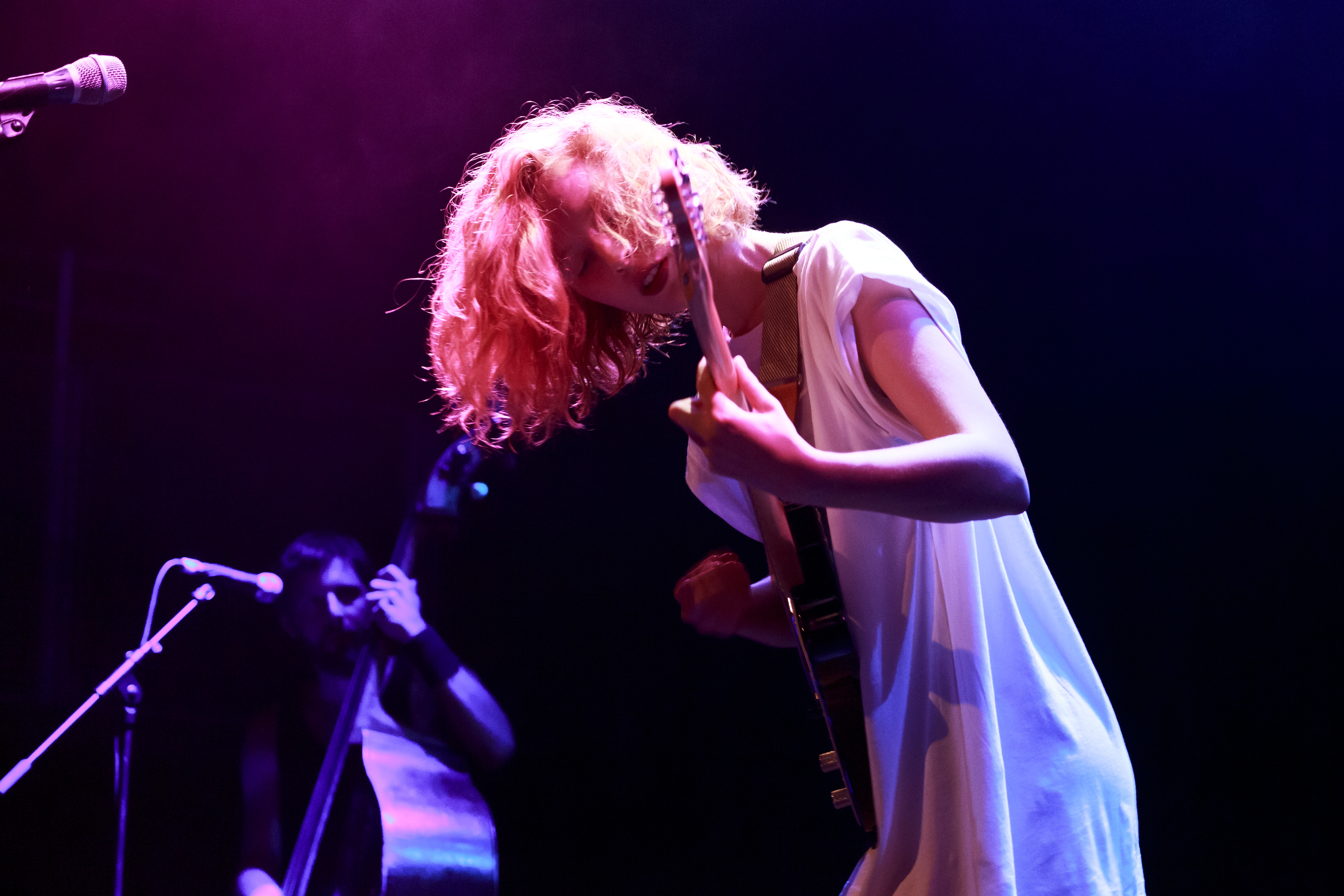
Schmieds Puls

Als Kuratoren für das Popfest 2016 von 28. bis 31. Juli wurden im November 2015 der Musikjournalist Gerhard Stöger und die Musikerin Ankathie Koi vorgestellt.
2016 wurde das Popfest wie im Vorjahr von rund 60.000 Menschen besucht.
Auftretende Künstler:
„Seebühne“
Avec, Chili & The Whalekillers, Dawa, Fuzzman & The Singing Rebels, Leyya, Musikarbeiterinnenkapelle, Ogris Debris, Robb, Sex Jams, White Miles, Voodoo Jürgen
TU Prechtlsaal
Ash my love, Chick Quest, Hearts Hearts, Kristy & The Kraks, Powernerd, Sad Francisco, Thirsty Eyes, Vague, Westblock, Wild Evel & The Trashbone
Brut
Ant antic, Das Trojanische Pferd, KŒNIG, Lime Crush, Mynth, Rambo Rambo Rambo, Schmieds Puls, Spechtl, Erradi & Imler, Totgeglaubt
Red Bull Bandwagen
Austrian Apparel, Crystal Soda Cream, LISTEN TO LEENA, Little Big Sea, Mavi Phoenix, The Crispies
Wien Museum
Elsa Tootsie and The Mini Band, FS:eins, Grant, Infinite Pal, Like Elephants, Lulu Schmidt, Musser & Schwamberger, Raphael Sas & Band
Heuer
Running Fetus, The Unused Word
Club Roxy
K BVACK CLAN, Kreiml & Samurai
Karlskirche
Black Palms Orchestra, Demi Broxa, Johann Sebastian Bass Chamber Orchestra

### Popfest 2017

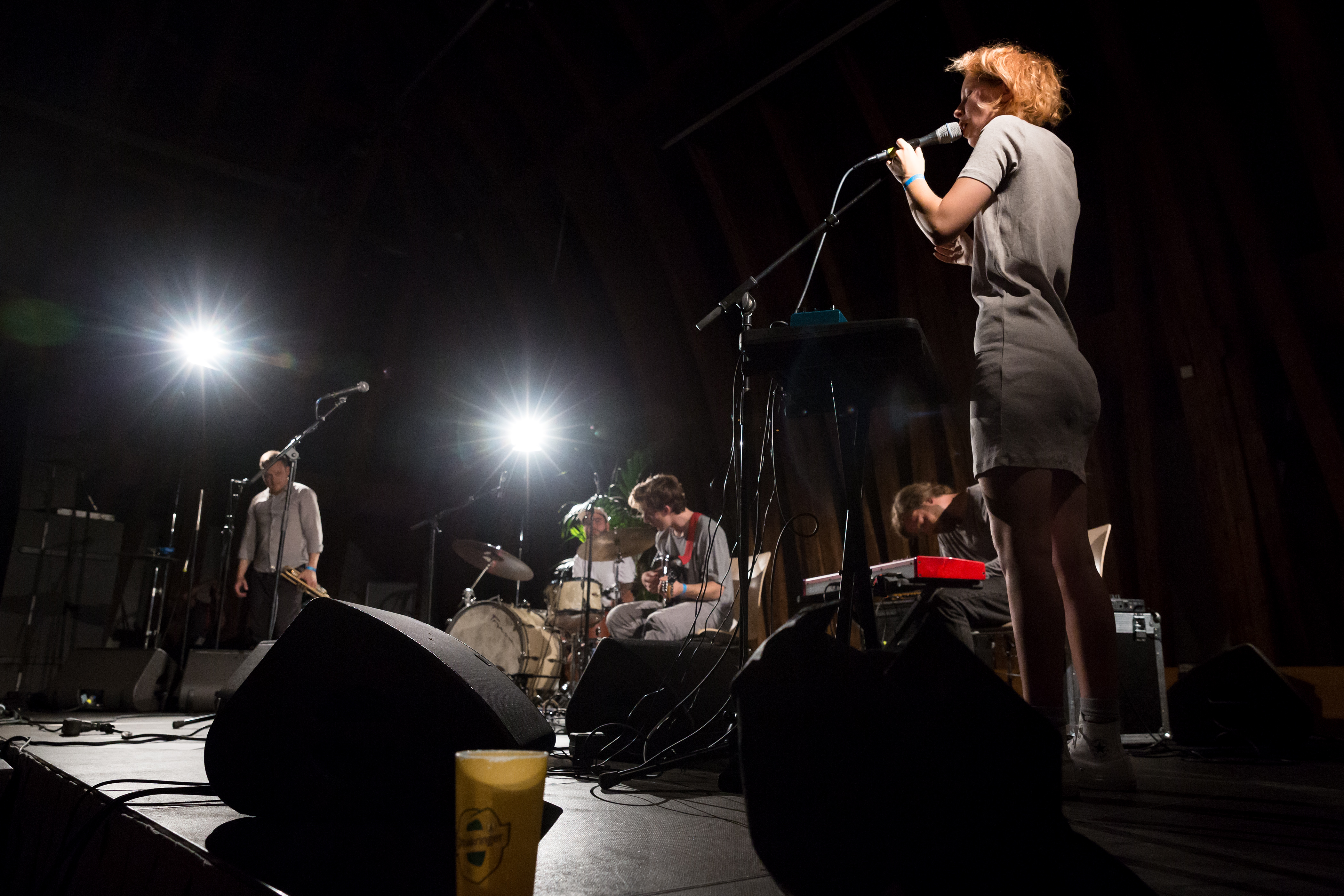
5K HD

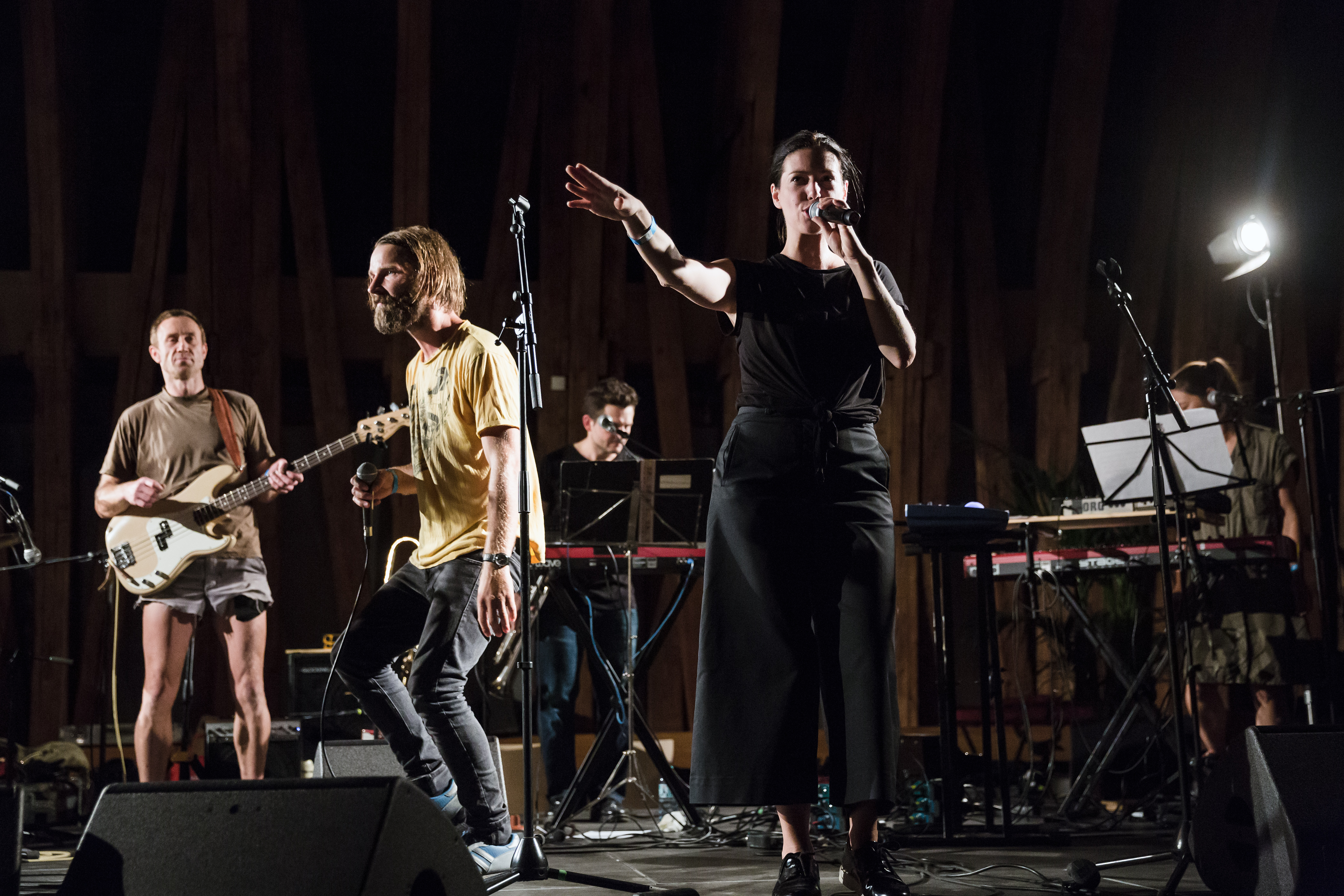
Gustav und die Proloband

Als Kuratoren für das Popfest 2017 von 27. bis 30. Juli wurden im Dezember 2016 Ana Threat und Eberhard Forcher vorgestellt.
2017 wurde das Popfest wie in den beiden Vorjahren von rund 60.000 Menschen besucht.
Auftretende Künstler:
Seebühne
Ankathie Koi, Bluatschink, Der Nino aus Wien & Freunde, Flut, Kaiser Franz Josef, Mono & Nikitaman, Mother’s Cake, salute, Scheibsta & die Buben, Stimmgewitter Augustin, Tini Trampler und das dreckige Orchestra
Wien Museum
Al Cook, Beat Poetry Club, Fräulein Hona, Graf Hadik und die Flughunde, Joe Traxler, Markus Binder, Robert Rotifer, Rucki Zucki Palmencombo
Prechtlsaal
Baits, Bruch, Buenoventura, Cid Rim, Klitclique, La Sabotage, Mitra Mitra, Möwe, Onk Lou, Soia, Tav Falco’s Panther Burns, The Gore Gore Boys, Wendja
Kuppelsaal
5K HD, Die Buben im Pelz, Fauna, Gustav und die Proloband, Mile Me Deaf
Club Roxy
Akis Ling, Big J, Femme DMC, Hunney Pimp, Oida, Rosa Nebel, T-Ser, Umbra, Wien Diesel, Yuzu
Karlskirche
Dino Spiluttini, Maja Osojnik, Meaghan Burke & The Burkettes, Pamelia Stickney
Red Bull Bandwagen
I’m A Sloth, Lea Santee, Mirac, Postman, Tents, Yukno
Heuer
Klamauk, URBS

### Popfest 2018
Als Kuratoren für das Popfest 2018 von 26. bis 29. Juli 2018 wurden im November 2017 Katharina Seidler (FM4) und Nino Mandl vorgestellt.
Auftretende KünstlerInnen:
Seebühne
AIVERY, Ash My Love, Dives, Esrap, Kreiml & Samurai, Kreisky, Kroko Jack, Mavi Phoenix, Naked Lunch, Pauls Jets, PauT
Wien Museum
Alex Miksch Trio, Lukas Anton, Hansi Lang Tribut, Lupin, Monsterheart, Paul Plut, Tony Wegas
Prechtlsaal
AliceD, Clemens Band Denk, Crush, Franz Fuexe, Mala Herba, Melt Downer, Monophone, Ran, Schweiffels, Sir Tralala, Snoww Crystal, Tony Renaissance
Kuppelsaal
David Schweighart, Hearts Hearts, Jung an Tagen, Sea Urchin
Club Roxy
Duzz Down San Night, Femme Dmsisters Special
Heuer
DJ Daaliyah & Snekboi, Sirius & Darktunes, DJ Universal Beatnik
Karlskirche
Andreas Spechtl, battle-axe, Farce
Red Bull Bandwagen
Anger, Kahlenberg, Love good Fail, Naked Cameo, Pressyes, Schapka
Theater Akzent
Alicia Edelweiß, Felix Kramer

### Popfest 2019
Die Kuratorinnen des 10. Wiener Popfestes von 25. bis 28. Juli 2019 waren Mira Lu Kovacs und Yasmin Hafedh. Zum Jubiläum, der 10. Ausgabe des Festivals, erschien im Falter-Verlag das Buch Ein Deka Pop, herausgegeben von den Organisatoren des Popfests und mit Texten Robert Rotifers zu allen rund 400 bis dahin aufgetretenen Künstlern.

### Popfest 2020

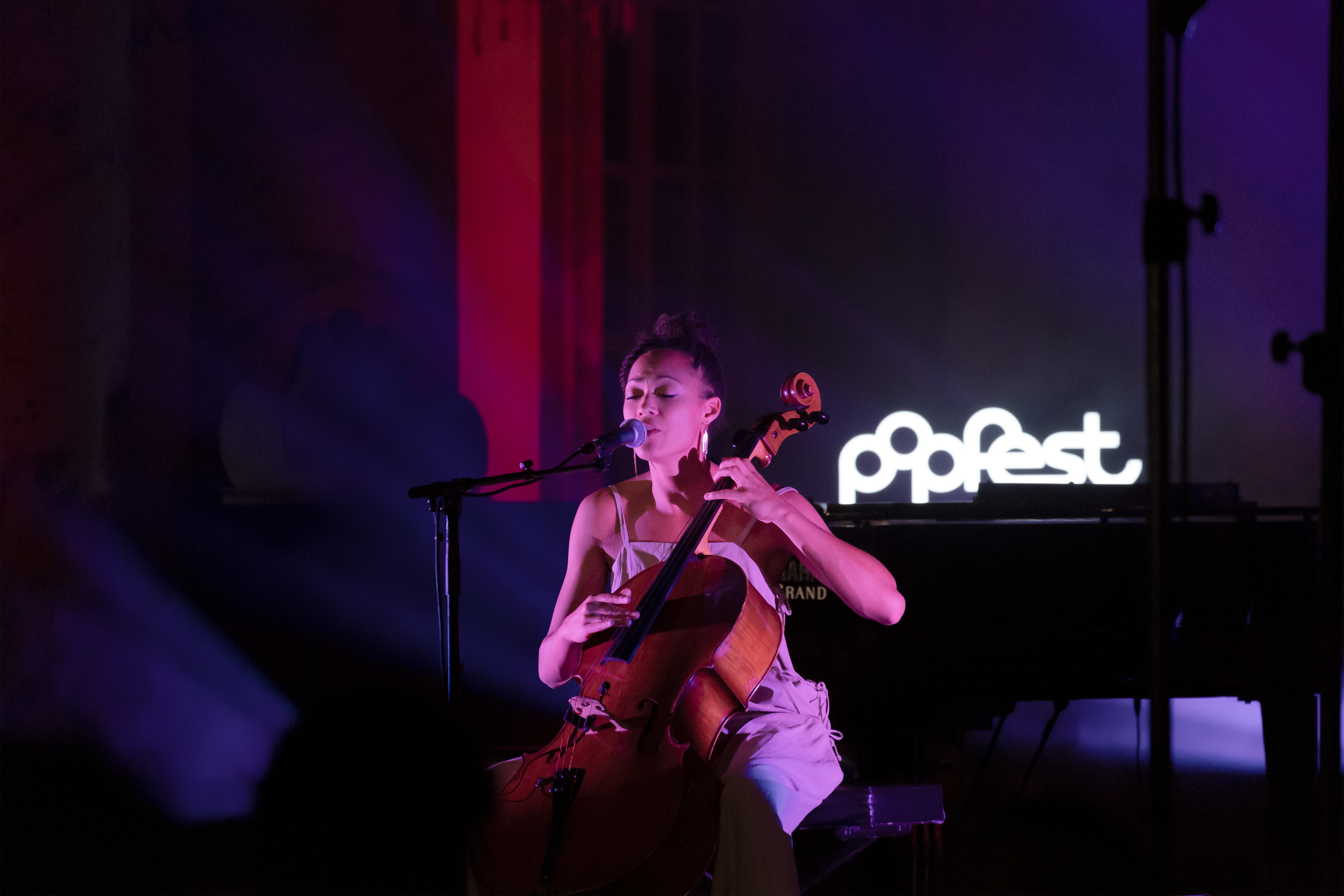
Marie Spaemann

Aufgrund der COVID-19-Pandemie in Österreich, die Regelungen zur Folge hatte, durch die Publikumsveranstaltungen im öffentlichen Raum weitgehend undurchführbar wurden, fand das Popfest 2020 als Popfest im Ausnahmezustand auf zwei Konzertabende am 25. und 26. Juli reduziert statt. Das Kuratoren-Duo Herwig Zamernik und Esra Özmen präsentierte zwar auch diese verkürzte Ausgabe, soll aber das volle Programm des Folgejahres zusammenstellen.
Die vier Konzerte des Jahres 2020 wurden am Samstag- und am Sonntagabend in der Karlskirche gespielt. Den ersten Abend bestritten Hirsch Fisch und Voodoo Jürgens, den zweiten Marie Spaemann und Soap&Skin. Der Eintritt war wie immer beim Popfest frei, die in sehr begrenzter Anzahl ausgegebenen Tickets für die in diesem Jahr nummerierten und mit Abständen festgelegten Sitzplätze wurden verlost.

### Popfest 2021
- Zeit: 22. bis 25. Juli 2021[21]
- Orte: Arena Wien, Karlskirche, Karlsgarten beim Karlsplatz
- Kuratoren: Esra Özmen und Herwig Zamernik
- Auftretende Künstler (Auswahl): Mavi Phoenix, Buntspecht, Alicia Edelweiss, Elektro Guzzi, Eli Preiss, Yugo, Attwenger, Anna Mabo, Kid Pex,  Özlem Bulut Band, Ansa Sauermann, Culk, Pauls Jets, Monsterheart, Oskar Haag

### Popfest 2022
Als Kuratorinnen des von 28. bis 31. Juli 2022 geplanten 13. Wiener Popfestes wurden im November die FM4-Musikjournalistin Dalia Ahmed und der Musiker Andreas Spechtl präsentiert.

### Popfest 2024
- Zeit: 25. bis 28. Juli 2024[23]
- Ort: Karlsplatz und Umgebung (Wien Museum, TU Wien, Club U, Karlskirche)
- Kuratoren: FM4-Musikjournalistin Lisa Schneider und Markus Binder
- Auftretende Künstler (Auswahl): Der Nino aus Wien, Verifiziert, Anda Morts, Oskar Haag & Band, Resi Reiner, Lukas Oscar, Culk, Sodl, Ja, Panik, Anna Mabo, Sharktank, Wolfgang Möstl & The Friends, Lino Camilo, Baits

### Popfest 2025
- Zeit: 24. bis 27. Juli 2025[24]
- Ort: Karlsplatz und Umgebung (Wien Museum, TU Wien, Club U, Café Kunsthalle, Karlskirche)
- Kuratoren: Verifiziert und Paul Buschnegg
- Auftretende Künstler (Auswahl): Christina Stürmer, Sodl, Cousines Like Shit, Lovehead, Eli Preiss, Kreisky, Crack Ignaz & LGoony, Alicia Edelweiss, Kitana, OSKA (solo), Karl Stirner & Freund:innen, Magda